# Stiftspfarrkirche St. Kassian

Außenansicht der Stiftspfarrkirche St. Kassian von Norden

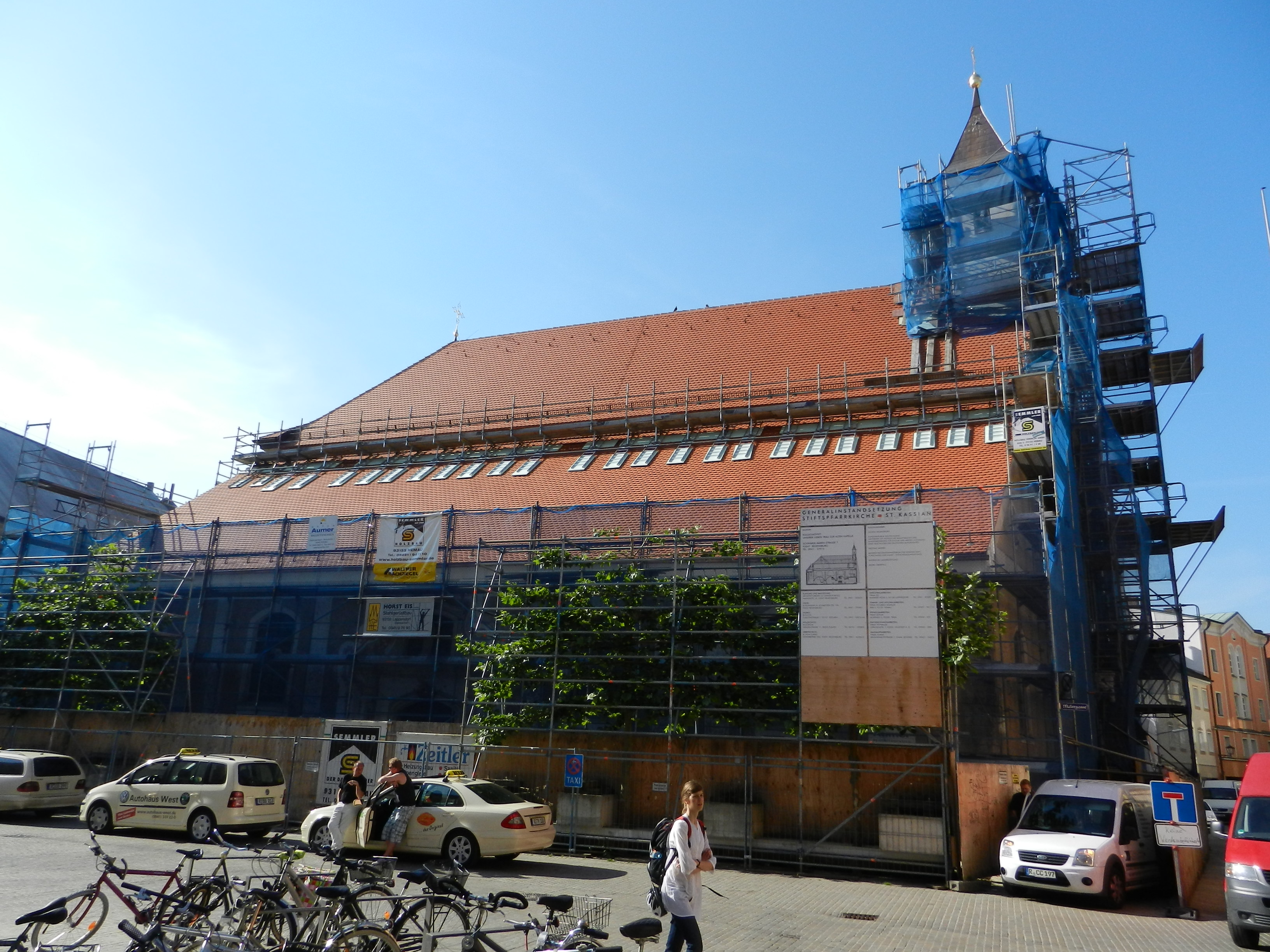
Außenansicht von Norden während der jüngsten Renovierungsmaßnahmen (Mai 2011)

Die Stiftspfarrkirche St. Kassian in Regensburg ist nach der Stiftskirche zur Alten Kapelle die zweitälteste Kirche der Stadt und zählt zu den am frühesten belegten Kirchengebäuden Bayerns. Das denkmalgeschützte Gotteshaus besitzt eine reiche Baugeschichte und war in verschiedenen Epochen einschneidenden Veränderungen unterworfen. Heute dominiert im Innenraum und an der Nordfassade der Rokokostil. Die Kirche wird seit 1225 ununterbrochen vom Stift Unserer Lieben Frau zur Alten Kapelle seelsorgerisch betreut. Die Stiftspfarrei St. Kassian ist heute mit nur rund 65 Katholiken die kleinste Pfarrei der Diözese Regensburg.
Das Patrozinium des Märtyrers Kassian (Gedenktag: 13. August), der als erster Bischof des Bistums Säben in Südtirol (heute in der Diözese Bozen-Brixen aufgegangen) gilt, kommt in Oberitalien und Südtirol häufig vor, ist aber nördlich der Alpen kaum verbreitet. Die Regensburger Kassianskirche gilt sogar als die nördlichste Kirche, die diesem Heiligen geweiht ist, was sich aus der frühen Zugehörigkeit der Stadt zum Patriarchat von Aquileia erklärt.

## Geschichte

### Gründungsgeschichte bis zum Übergang an das Kollegiatstift zur Alten Kapelle
Die St.-Kassians-Kirche zählt neben der Stiftsbasilika zur Alten Kapelle und der Basilika St. Emmeram zu den ältesten Kirchen der Stadt Regensburg. Die Legende berichtet, dass sie auf dem Areal eines ehemaligen heidnischen, möglicherweise römischen Tempels errichtet wurde. Dies unterstellt auch die Inschrift in der Kartusche am Chorbogenscheitel, wo es heißt: „Templum S. Cassiani olim Idolorum“ (Tempel des heiligen Kassian – einst Götzentempel). Erstmals urkundlich erwähnt wurde die Kirche als „Capella(m) ad sanctum Cassianum“ im Jahre 885. Sie gehörte damals zur Königspfalz der Agilolfinger und Karolinger am Alten Kornmarkt. Im Unterschied zur Alten Kapelle, die dem König und seinem Hofstaat als Pfalzkirche vorbehalten war, diente St. Kassian den königlichen Beamten als Gotteshaus. Als im Jahr 1225 mit St. Ulrich eine neue Pfalzkapelle errichtet wurde, ging St. Kassian als Stiftspfarrkirche an das inzwischen neu errichtete Kollegiatstift zur Alten Kapelle über. Dieser Zustand dauert an, sodass die Seelsorge in der Kassianskirche bis heute den Stiftskanonikern der Alten Kapelle obliegt.

### Karolingischer Bau und romanische Erweiterung
Der älteste Bau der Kassianskirche geht auf die karolingische Zeit zurück. Da von diesem Bau keine Mauern, sondern nur Fundamente erhalten sind, wurde dieser erst während der jüngsten Sanierungsarbeiten entdeckt. Aus einer Rekonstruktion ergibt sich, dass der Bau mindestens 20 Meter, wahrscheinlich aber eher 26 bis 28 Meter lang war und auf der Ostseite mit drei runden Apsiden abschloss. Die Ansätze der Apsiden waren dort, wo sich heute das östliche Freipfeilerpaar des Langhauses befindet. Während sie seitlich nur etwa 2,50 Meter breit waren, nimmt man für den Hauptchor eine Breite von 5,80 Metern an, was der heutigen Mittelschiffbreite entspricht.
Diese vorromanische Kirche wurde nach heutigem Kenntnisstand bei dem großen Stadtbrand von Regensburg im Jahre 891 als eines der Gebäude von den Flammen verschont, da sie zur damaligen Zeit von einem Friedhof umgeben war. Der Bau wurde vermutlich im 12. Jahrhundert, also in der Zeit der Romanik, geringfügig erweitert. Dabei ersetzte man die mittlere Apsis durch ein quadratisches Chorjoch, an das sich wieder halbrunde Apsiden, diesmal leicht eingezogen, anschlossen.

### Neubau einer frühgotischen Basilika im 13. und 14. Jahrhundert
Der im Kern noch bestehende Bau wurde ab dem 13. Jahrhundert als frühgotische Basilika errichtet. Zunächst wurden die nun deutlich breiteren Seitenschiffe angebaut, sodass die Kirche ihr heutiges Quermaß erhielt.
Um 1300, auf jeden Fall aber noch im ersten Drittel des 14. Jahrhunderts, errichtete man im inzwischen hochgotischen Stil auch die übrigen Baukörper neu. Zunächst wurde östlich der alten Kirche die neue Stirnwand mit den drei Apsiden und dem fünfeckigen Sakristeianbau errichtet, sodass im Altbau weiterhin Gottesdienste abgehalten werden konnten. Erst die Einwölbung des neuen Chores und die Errichtung der Freipfeiler im Mittelschiff erforderten den Abriss der alten Kirche. Während die Chorpartie und Teile der seitlichen Außenmauern bereits dem heutigen Stand entsprachen, erreichte auch dieser hochgotische Bau noch nicht die Länge der heutigen Kirche. Er endete auf der Höhe des mittleren Freipfeilerpaares. Es waren, wie heute noch im Ansatz erkennbar, früher Halbpfeiler, die in die Westwand der frühgotischen Kirche integriert waren. Möglicherweise wurden Teile des Vorgängerbaus als Eingangshalle belassen. Der Zugang zu der damals errichteten Kirche erfolgte wohl von der Westseite mittels einer Treppe, da das Fußbodenniveau im Vergleich zu der romanischen Kirche deutlich angehoben worden war.

### Umgestaltungen im 15. bis 17. Jahrhundert
Ein bayernweit wütender Orkan am 29. Juni 1474 machte Instandsetzungen an dem Kirchenbau unumgänglich. Im Jahr 1477 erfolgte unter Stiftsdekan Joseph Hayden neben der Restaurierung des Gotteshauses – das Mauerwerk des Langhauses wurde erneuert – auch eine Anpassung an den spätgotischen Zeitgeschmack. So wurde beispielsweise der Bau um ein Joch nach Westen verlängert, sodass die Kirche ihre heutige Länge erreichte. Außerdem wurde ein reich skulptiertes Sakramentshaus geschaffen, das eine bis dahin benutzt schlichte Sakramentsnische ersetzte.
Im Jahr 1601 beschloss das Stiftskapitel erneut eine grundlegende Sanierung der Stiftspfarrkirche, die sich inzwischen wieder in einem sehr schlechten baulichen Zustand befand und daher als templum ruinosum bezeichnet wurde. An die in den Jahren 1603/04 durchgeführten Maßnahmen erinnert eine Inschrifttafel aus Plattenkalk im westlichen Eingangsbereich. Die Tafel ist von einem Rahmen mit Weinlaubranken umgeben und zeigt einen Schild mit der heiligen Maria mit Lilienzepter. 1603/04 erhielt das Mittelschiff ein deutlich steileres Dach, sodass die Basilika in eine Pseudobasilika umgestaltet wurde. Außerdem erhielten die seitlichen Apsiden deutlich größere, spitzbogige Fensteröffnungen, die am Außenbau noch erkennbar sind.
Im Jahr 1626 wurde der kleine, inzwischen ebenfalls baufällige Kirchturm abgebrochen und durch einen Dachreiter über dem Westgiebel ersetzt. Dieser wurde im 19. Jahrhundert nochmals erneuert. Im Jahr 1640 wurde ein stattlicher, viergeschossiger Gebäudetrakt mit Wohnungen für die Stiftskanoniker südlich an die Kirche angebaut. Dieser wurde in den Jahren 1888/89 durch einen Neubau im Stile der Neorenaissance ersetzt. Außerdem wurden die Wände des Mittelschiffs erhöht, dass über dessen Flachdecke ein Zwischengeschoss eingezogen werden konnte. Schließlich wurden auch die Seitenschiffe neu eingedeckt.

### Geschichte der Wallfahrt zur „Schönen Maria“

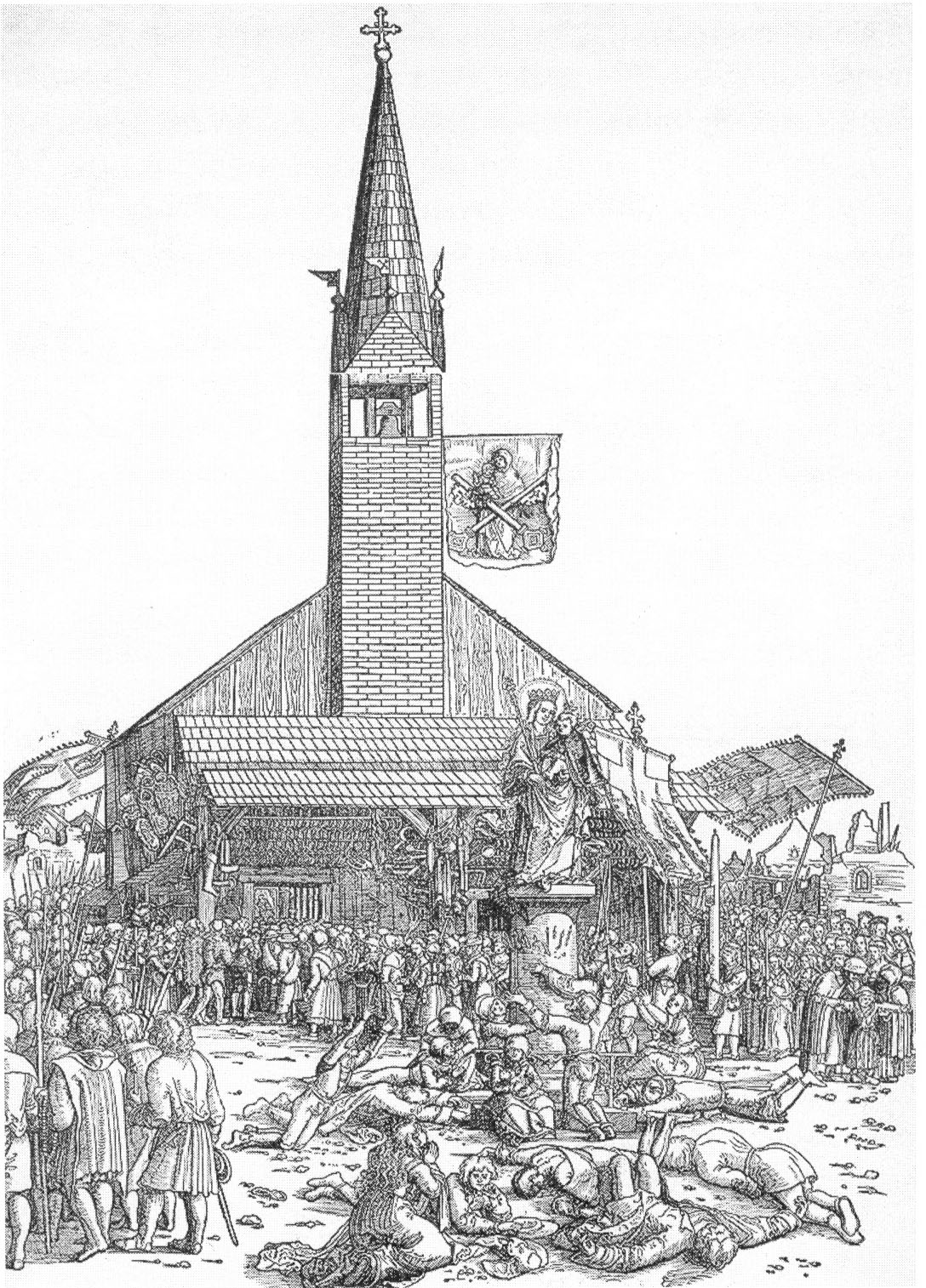
Die Wallfahrt zur „Schönen Maria“, Holzschnitt von Michael Ostendorfer (um 1520)

Die Wallfahrt zur „Schönen Maria“ war nach der Vertreibung der Juden aus Regensburg im Jahr 1519 entstanden. Auf dem Areal des vormals jüdischen Viertels errichtete man dafür eine Holzkapelle, die den Titel „Schöne Maria“ trug. Wohl aus Kultpropaganda, die maßgeblich von dem Regensburger Domprediger Balthasar Hubmaier vorangetrieben wurde, entwickelte sich die Gründungslegende einer Wallfahrt, die mit der Figur der „Schönen Maria“ von dem Landshuter Bildschnitzer Hans Leinberger verknüpft wurde. Entsprechend erlangte die neu erbaute Kapelle als Wallfahrtskirche zur „Schönen Maria“ große Bekanntheit. Die rege Wallfahrtstätigkeit ging allerdings bereits nach fünf bis zehn Jahren wieder stark zurück. Auch der schon 1519 begonnene Bau einer großen Steinkirche kam Mitte der 1520er Jahre aus Geldmangel fast zum Erliegen, erst 1540 wurde sie eingeweiht. Nachdem die Kirche 1542 evangelisch wurde und als Neupfarrkirche bezeichnet wird, übertrug man das Gnadenbild in das Kloster der Franziskaner-Minoriten am Dachauplatz. Am 13. August 1747, dem Festtag des heiligen Kassian, ließ es schließlich der damalige Stiftspfarrer Johann Anton Götz in die Pfarrkirche St. Kassian übertragen. Dort, so die Hoffnung des Geistlichen, sollte die mit diesem Bildnis verbundene Marienwallfahrt wieder aufleben.
Tatsächlich setzte bald ein reger Wallfahrtsbetrieb ein. In den Jahren 1759 bis 1783 sind 62 sogenannte Mirakelberichte, also Berichte von wundersamen Gebetserhörungen und Heilungen auf die Fürsprache der Mutter Gottes, schriftlich festgehalten worden. Einer sei hier beispielsweise wiedergegeben: Der Thurn und Taxis’sche Generaldirektor der fürstlichen Posten in den Niederlanden, Alexander August von Becker, kam 1766 gemeinsam mit seinen beiden Söhnen mit einem Schiff auf der Donau in große Not und wurde durch die Fürsprache Mariens wunderbar errettet. Zum Dank stiftete er ein kostbares Votivgemälde, das sich noch in der Kirche befindet. Es handelt sich dabei um die einzige noch vorhandene Votivtafel, die rechts am Chorbogen angebracht ist. Mit der Säkularisation endete die Wallfahrt zu Beginn des 19. Jahrhunderts abrupt.

### Umgestaltung im Rokokostil 1749/60
Bereits nach zwei Wallfahrtsjahren ermöglichten der enorme Zuspruch der wiederbelebten Wallfahrt und die reichlichen Spenden den Beginn einer Renovierung und Umgestaltung der Kassianskirche, die von 1749 bis 1760 nach und nach umgesetzt wurde. Man baute in dieser Zeit die Kassianskirche zu einer Wallfahrtskirche im zeittypischen Rokokostil um, was in einer weiteren Inschrifttafel festgehalten ist. Bei den Baumaßnahmen wurde die gotische Kirchenausstattung, bestehend aus dem Sakramentshaus und sieben Seitenaltären, entfernt. Außerdem wurden die Rippen des gotischen Chorgewölbes abgeschlagen.
Anschließend wurde sie neu mit zahlreichen Fresken und reicher Stuckdekoration verziert. Zu diesem Zweck wurde die Arkaden des Langhauses abgeflacht, um darüber Platz für großflächige Fresken zu gewinnen. Ausführender Stuckateur war der Wessobrunner Anton Landes. Das große Deckenfresko im Mittelschiff wird dem Prüfeninger Maler Otto Gebhard zugeschrieben. Auch die Altäre wurden erneuert; die übrigen Fresken schuf der Augsburger Rokokomaler Gottfried Bernhard Göz. Auch die Altäre wurden im Zuge dieser Umgestaltung erneuert. Nur der gotische Kassiansaltar, möglicherweise ein ehemaliger Hochaltar, blieb bis heute erhalten. Der originell konstruierte Rokoko-Hochaltar beispielsweise wurde im Jahre 1759 von dem Bildhauer Johann Baptist Dirr aus Stadtamhof geschaffen.
Zwei der Gemälde, die im Jahr 1758 von Göz fertiggestellt wurden, thematisieren die Wallfahrt zur „Schönen Maria“ – so auch das westliche Deckenfresko im Südschiff. Es erzählt die Legende von der Vertreibung der Regensburger Juden und der Entstehung der Marienwallfahrt. Damit handelt es sich um ein marianisch-judenfeindliches Kirchenkunstwerk ersten Ranges, welches im Jahr 2006 wegen der darin dargestellten Ritualmordbeschuldigung nicht zum ersten Mal in die Kritik geraten ist.
Nach Abschluss der jüngsten Renovierungsarbeiten im Oktober 2015 war die als judenfeindlich geltende Darstellung erneut Thema in der lokalen Presse. Zu diesem Zeitpunkt war das in der Kritik stehende Deckenfresko erstmals wieder öffentlich zugänglich. Außerdem war nach der Restaurierung die Darstellung von der Vertreibung der Juden über die Steinerne Brücke so gut erkennbar, wie schon seit Jahrzehnten nicht mehr. In der Festschrift, die nach der Renovierung veröffentlicht wurde, meinte der Regensburger Bischof Rudolf Voderholzer die Wallfahrt zur Schönen Maria hätte „die Regensburger Frömmigkeitsgeschichte entscheidend mitgeprägt“, „die wunderbaren Fresken mit ihren Marientypologien“ seien „Ausdruck einer bilblisch fundierten, Altes und Neues Testament verbindenden Marienverehrung“.

### Umgestaltung im historischen Stil 1863/1865
In den Jahren 1863 bis 1865 erfolgte unter dem Stiftspfarrer Andreas Senestrey, dem Bruder des damaligen Diözesanbischofs Ignatius von Senestrey, eine neuerliche Umgestaltung im Stile des Historismus. Dabei wurden die Rokoko-Altäre entfernt und zum Teil an die Karmelitenkirche St. Josef abgegeben. Der Hochaltar und die meisten Votivgaben wurden zerstört. Auch Stuck und Fresken blieben nicht unbeschadet: Sie wurden wie auch die gesamte Raumschale in einem wenig einladenden, steingrauen Farbton übertüncht. Außerdem wurden ein metallener Ziboriumsaltar und farbige Glasfenster eingebaut. Von dieser Umgestaltung sind nur die Kreuzwegstationen erhalten, die von dem Bildhauer Franz Seywald aus Hengersberg geschaffen wurden. Diese befinden sich heute an den äußeren Seitenschiffwänden.

### Restaurierungsmaßnahmen des 20. und 21. Jahrhunderts

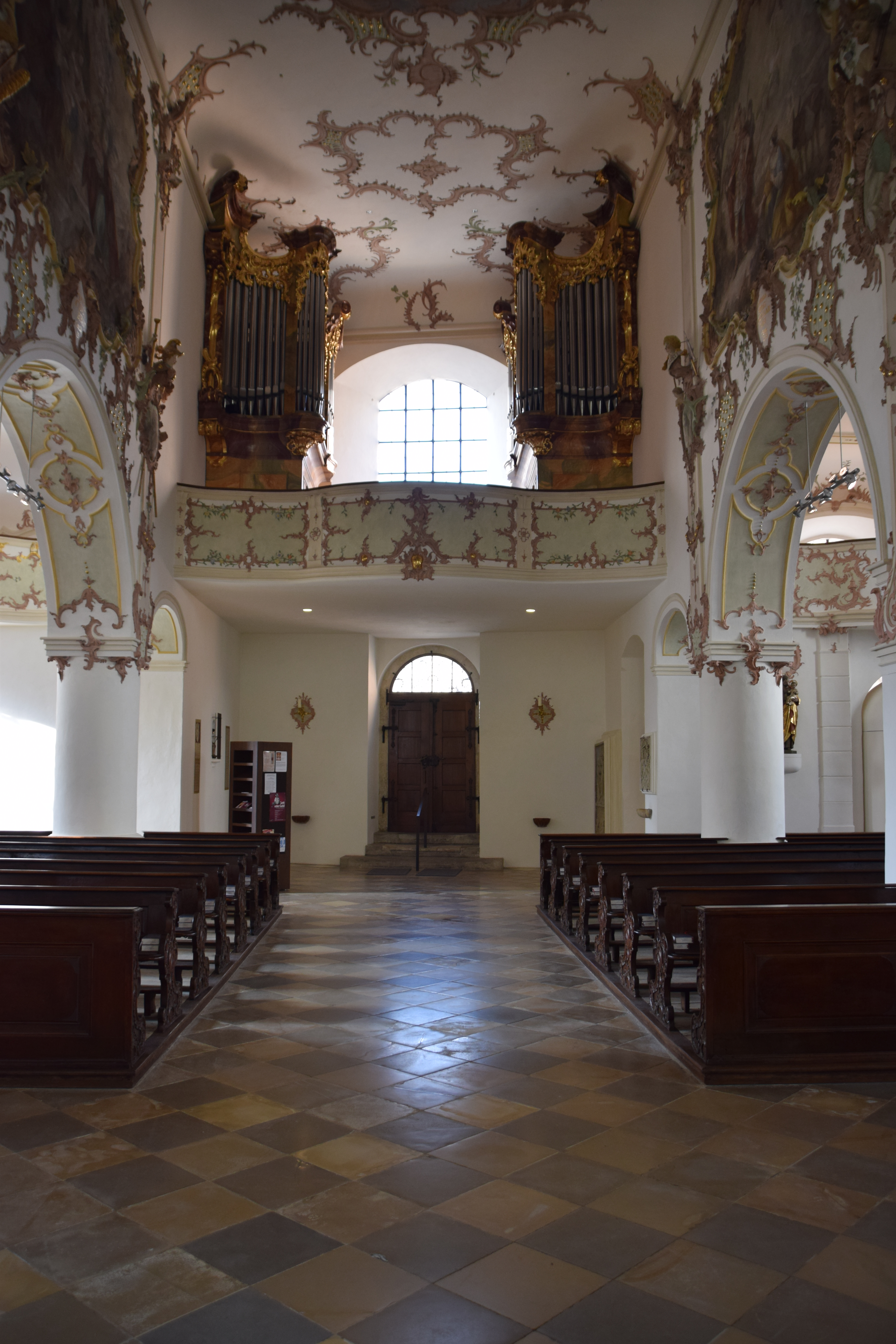
Gegenblick zur Westempore im Mittelschiff

Bei der nächsten Renovierung in den Jahren 1906 bis 1911 bemühte man sich, den ursprünglichen Raumeindruck des Rokoko wiederherzustellen. Beispielsweise wurden Fresken und Stuck wieder freigelegt und restauriert. Außerdem schuf der Bildhauer Jakob Helmer in den Jahren 1908/09 eine Rekonstruktion des Rokoko-Hochaltares. Er konnte sich dabei an einem erhaltene Holzmodell Dirrs aus dem Jahr 1759 orientieren. 1908 erhielt die Kirche eine neue Orgel von der Firma Martin Binder & Sohn aus Regensburg, deren Prospekt das Mittelschiff zu beiden Seiten des rückwärtigen Fensters elegant abschließt. Die nächste Innenrenovierung erfolgte zwischen 1951 und 1955. Dabei wurde insbesondere die Raumschale neu gefasst.
Nachdem notwendige Restaurierungsarbeiten lange Zeit verzögert worden waren, musste im Jahr 2007 aufgrund von Einsturzgefahr dringend mit einer aufwändigen Gesamtrestaurierung begonnen werden. Zunächst erfolgte die aufwändige statische Sanierung, bei der man auch auf die erwähnten Fundamente der Vorgängerkirche stieß. Bis 2012 schloss sich dann die Außeninstandsetzung an, bis Mitte 2015 wurden Arbeiten im Kircheninneren vorgenommen. Letztere umfassten neben der Restaurierung von Stuck und Fresken sowie der Neufassung der Raumschale in helleren Tönen auch die Errichtung einer „Altarinsel“ vor dem eigentlichen Chorraum, die mit einem Volksaltar, einem Ambo und einem Priestersitz aus Laaser Marmor ausgestattet wurde. Die Kosten in Höhe von insgesamt 6,6 Millionen Euro konnten nur durch Unterstützung aus öffentlichen Fördergeldern und Spenden getragen werden.

## Architektur

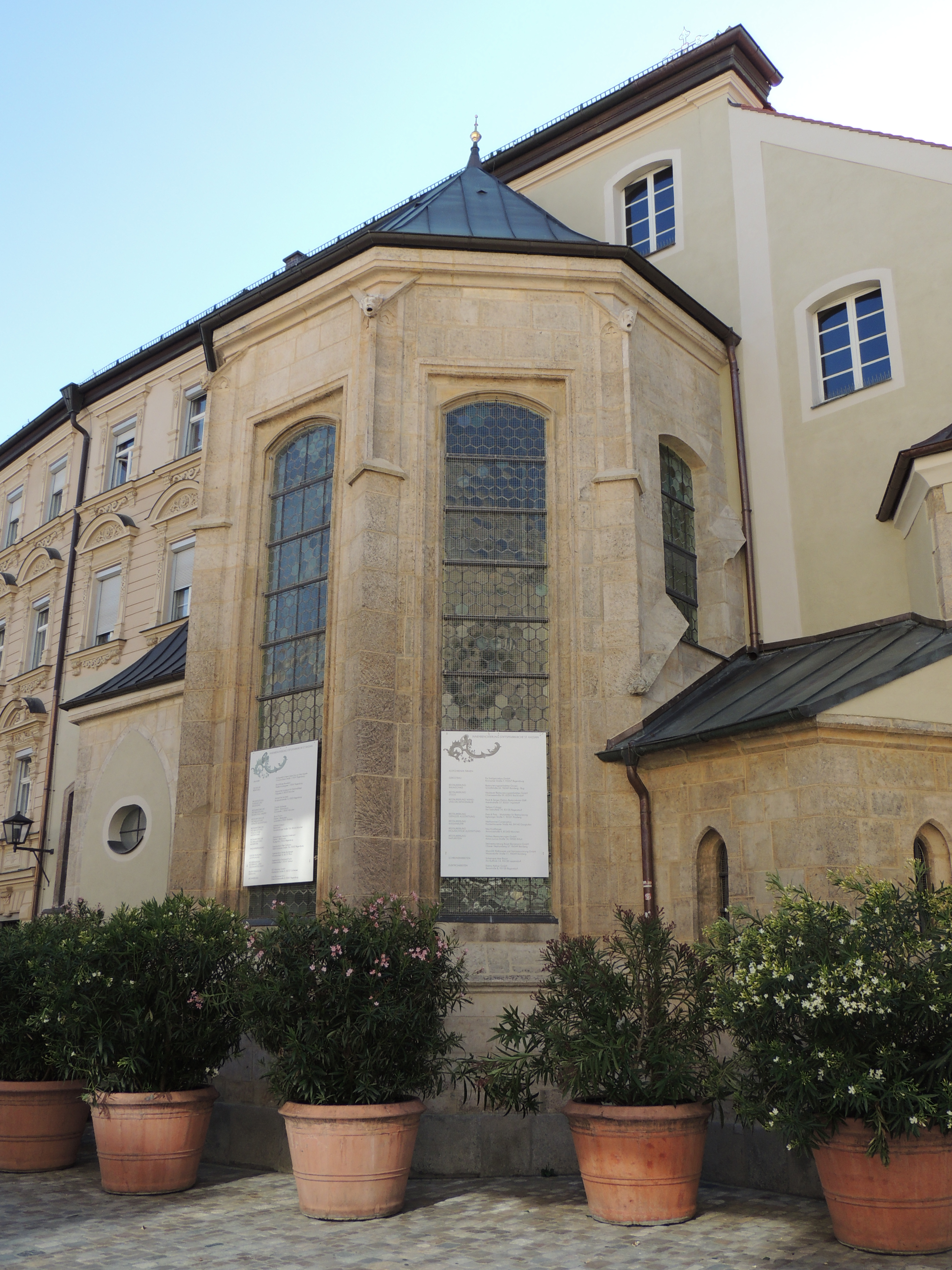
Hauptchor mit gotischem Sakristeianbau (rechts)

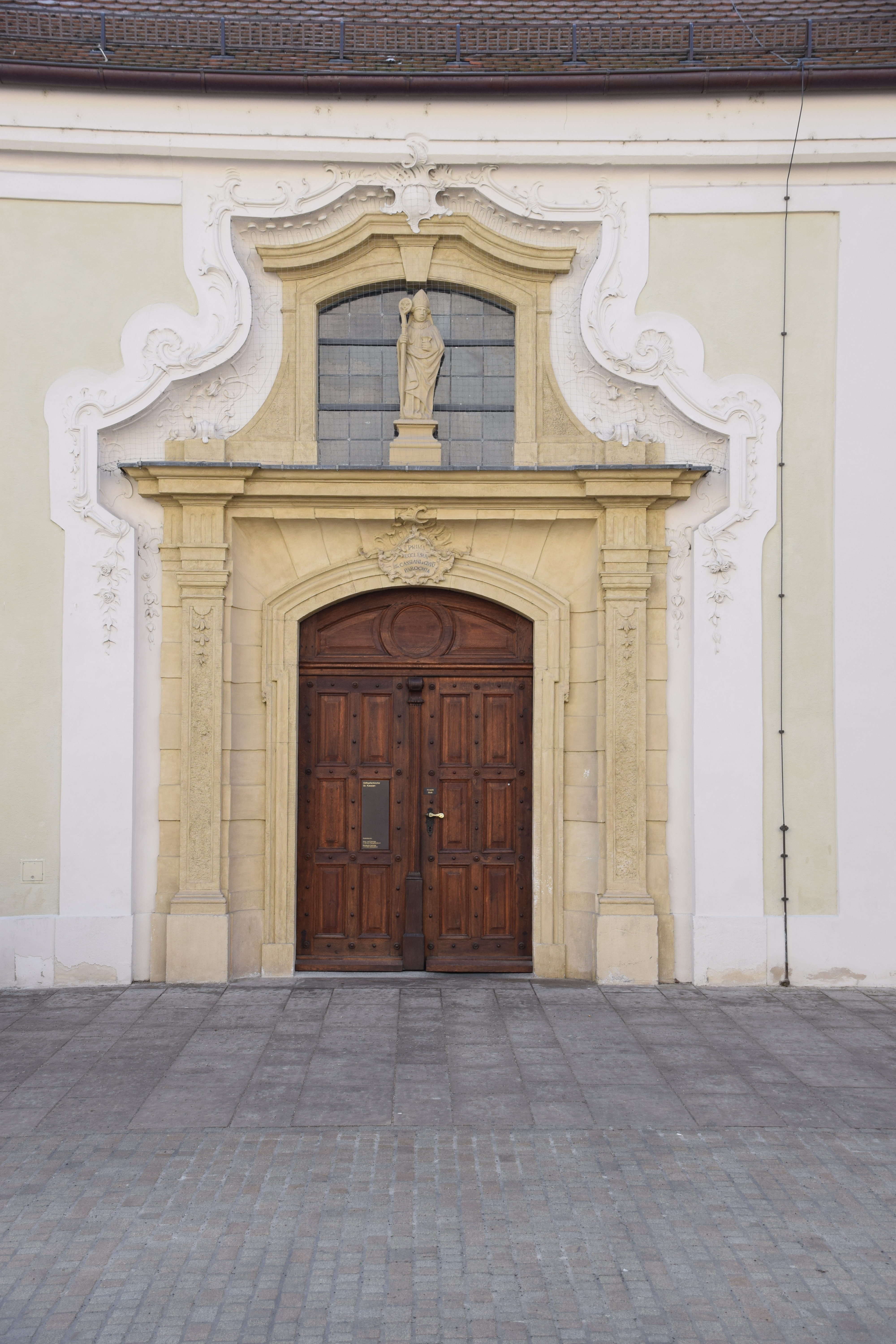
Nordportal

### Außenbau
Der etwa 38,4 Meter lange und 24,3 Meter breite, nach Osten ausgerichtete Bau kann von drei Seiten wahrgenommen werden. Auf der Südseite ist das Pfarrhaus von St. Kassian, der ehemalige Wohnkomplex der Stiftskanoniker zur Alten Kapelle, angefügt. Die Ostfassade wird von den Anbauten des Hauptchores, den seitlichen Apsiden und der ehemaligen Sakristei geprägt, die aber nicht als geschlossene Chorpartie in Erscheinung treten, sondern wie als einzelne, an das Pfarrhaus angefügte Baukörper wirken.
Der Hauptchor besteht aus großen Hausteinquadern und ist auf fünf Seiten des Achtecks geschlossen. Über einer Sockelzone befinden sich in den drei östlichen Jochen ehemals gotische Fenster, deren obere Abschlüsse in der Barockzeit von Spitzbögen in Segmentbögen umgewandelt wurden. Zwischen den Fenstern befinden sich Dreieckstreben, die im oberen Drittel durch vertiefte und mit Blendmaßwerk geschmückte Flächen hervorgehoben sind. Den oberen Abschluss bildet jeweils ein Wasserspeier in Form eines Engelskopfes. Die im Gegensatz zum Hauptchor verputzten Nebenchöre sind wesentlich niedriger als jener und treten auch nicht so weit aus der Ostfassade hervor. Sie sind jeweils auf drei Seiten des Sechsecks geschlossen und besitzen lediglich ein kleines, querovales Fenster. Die noch erkennbaren Spitzbögen zeugen von früheren, wesentlich größeren Fensteröffnungen, die allerdings im Zuge der Barockisierung zugesetzt wurden. Zwischen dem Hauptchor und der nördlichen Seitenapsis ist eine kleine gotische Sakristei eingepfercht, die nicht mehr genutzt wird. Sie besitzt einen fünfeckigen Grundriss und ist wie der Hauptchor steinsichtig ausgeführt. In den beiden freien Außenwänden ist jeweils eine kleine schießschartenartige Fensteröffnung von einer Hohlkehle umrandet und schließt oben spitzbogig ab. Innen wird die Sakristei von einem gotischen Rippengewölbe überspannt, das auf originellen Kopfkonsolen ruht.
Die Nordfassade, die zum Neupfarrplatz weist, ist die eigentlich Schauseite der Kassianskirche. Sie wird durch doppelte Lisenenbänder, die sich mit ihrer weißen Farbe deutlich von den hellgrün getünchten Wandrücklagen abheben, und segmentbogig abgeschlossene Fensteröffnungen in fünf Achsen gegliedert. In der Mittelachse befindet sich das deutlich hervorgehobene und in Rokokoformen verzierte Nordportal.
Wie die Fensteröffnungen ist auch das von einer Hausteinrahmung eingefasste Portal segmentbogig abgeschlossen. Über der Türe befindet sich eine Kartusche mit der Inschrift „PRIMA/ECCLESIA/S. CASSIANI. CIVIU(M)/PAROCHIA“ (Erste Kirche des heiligen Kassian. Pfarrkirche der Bürger). Diese innere Hausteinrahmung ist in eine Hohlkehle eingelassen, die von einer Art Portikus umgeben ist. Zwei Pilaster tragen dabei ein verkröpftes Gesims mit einer rund 80 Zentimeter hohen Figur des Kirchenpatrons Kassian. Dabei handelt es sich um die Kopie einer spätgotischen Steinskulptur, die bei der jüngsten Renovierung angefertigt wurde. Die Originalfigur wird in einem Depot verwahrt. Hinter der Figur befindet sich ein korbbogiges Fenster, das deutlich kleiner als die übrigen Langhausfenster ist und von einem Gesims bekrönt wird. Letzteres weist allerdings keine streng architektonische Form auf, da im Vergleich zum unteren Gesims die Pilaster fehlen. Diese Konstruktion ist in einem ockerfarbenen Ton gehalten und wird von einer dritten Rahmung aus weißem Bandelwerk eingefasst, die in bester Rokokomanier frei von jeder architektonischen Vorgabe geformt ist. Als Dekor dienen stuckierte Rosenblütenzweige, Rocaillen und ein Eierstab. Dieser Rahmen wird von einer Rokokokartusche ohne Inschrift bekrönt.
Die Westfassade zur engen Malergasse wird von dem ausnahmsweise rundbogig abgeschlossenen Portal, der segmentbogig abgeschlossenen Fensteröffnung darüber und einem kleinen Rundfenster gegliedert. Oberhalb davon ist das von einem Engel gehaltene Wappenschild des Stiftsdekans Joseph Hayden zu sehen, der die Umgestaltung im Jahr 1477 zu verantworten hatte. Es zeigt die Büste eines bärtigen Mannes mit Hut, dessen Band nach hinten flattert. Unmittelbar unterhalb davon schließt sich ein etwas breiter, aber niedrigerer Stein an, der die Jahreszahl „1477“ trägt. Beide Steine wurden aber erst im Jahr 1749 an der Westfassade angebracht. Als oberer Abschluss dient der schmucklose Dachreiter, der allseitige Schallöffnungen aufweist und von einem im 19. Jahrhundert aufgesetzten, pyramidenähnlichen Helm bekrönt wird.

### Innenraum
Im Inneren präsentiert sich die Kassianskirche als dreischiffige, vierjochige Staffelhalle. Mit Ausnahmen der drei kuppelartig überwölbten Apsiden ist der Bau flach gedeckt. Die drei durch Rundpfeilerpaare getrennten Schiffe sind im vorderen Bereich etwa gleich breit, die Seitenschiffe werden nach Westen hin enger. Obwohl der Innenraum immer noch deutlich unterhalb des Straßenniveaus liegt, wurde der Fußboden im Vergleich zum gotischen Bau schon deutlich angehoben. Dies wirkt sich beispielsweise dahingehend aus, dass die achteckigen Basen der Freipfeiler bereits tief im Boden liegen. Dadurch erscheinen die rundbogigen Arkaden, welche als Scheidbögen fungieren, sehr niedrig.
Dementsprechend ist auch die Ausleuchtung des Mittelschiffs verhältnismäßig schlecht. Es bezieht sein Licht beinahe nur vom großen Westfenster auf der Orgelempore und von den Chorfenstern, sodass Stuck und Fresken wesentlich schlechter zur Geltung kommen als in einem vergleichbaren, lichten Rokokosaal. Die Westempore erstreckt sich in unterschiedlicher Höhe über alle drei Schiffe und überdeckt beinahe das gesamte rückwärtige Langhausjoch. Unter der Empore ist im südlichen Seitenschiff die neue Sakristei eingebaut, die 1760 aus dem engen, finsteren Sakristeianbau an der Ostfassade dorthin verlegt wurde. Als Pendant entspricht ihr die Heilig-Grab-Kapelle unter der Empore im Nordschiff. Sie entstand bei der neugotischen Renovierung und besitzt eine flache Kassettendecke mit applizierten Sternrippen.

## Stuck und Fresken

### Stuckarbeiten

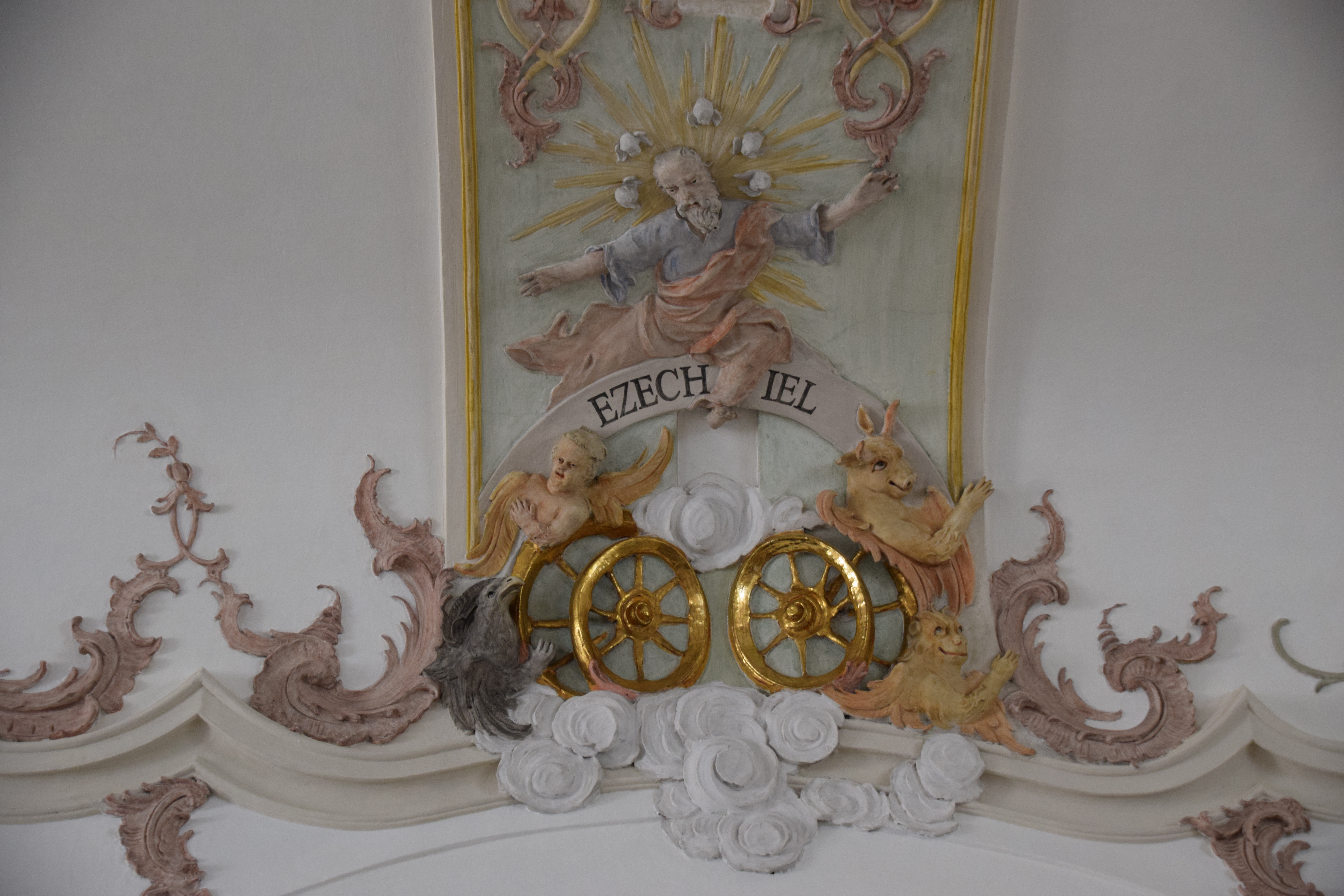
Stuckrelief des Propheten Ezechiel

Der Stuckdekor im Innenraum der Kassianskirche entstand um 1754 durch den Wessobrunner Meister Anton Landes, der ab 1750 auch in der Stiftskirche zur Alten Kapelle tätig war. Die Stuckarbeiten umfassen neben rein ornamentalen Gebilden in den Formen des Rokoko, wie zum Beispiel Pilastern und gurtartigen Bändern, auch vollplastischen Putti und Tierfiguren. Von besonderer Bedeutung sind die kleinen Stuckreliefs, die auf die beiden Seitenschiffe verteilt sind. Darauf sind die vier Evangelisten Matthäus, Markus, Lukas und Johannes (vorne im Nordschiff), die vier Kirchenväter Gregor der Große, Hieronymus, Augustinus und Ambrosius (hinten im Nordschiff), die vier „großen“ Propheten Jesaja, Jeremia, Ezechiel und Daniel (vorne im Südschiff) sowie die vier „kleinen“ Propheten Hosea, Joel, Obadja und Amos (hinten im Südschiff) dargestellt. Ebenfalls stuckiert sind die Attribute an den Apostelkreuzen und die Rahmen der Wandmalereien im Mittelschiff.

### Deckenfresko im Mittelschiff

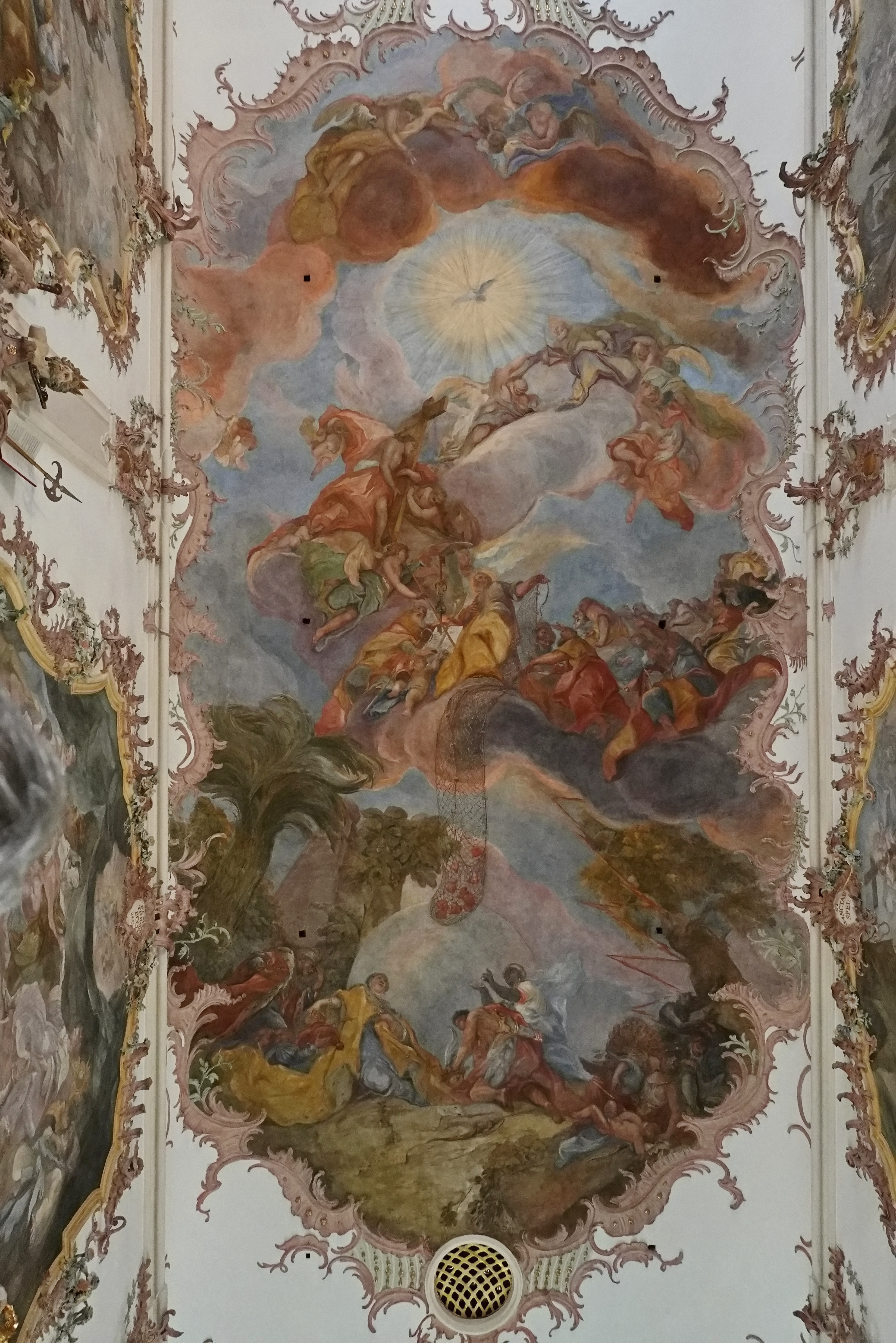
Deckenfresko über dem Mittelschiff

Das größte der insgesamt 13 Wand- und Deckengemälde in der Kassianskirche ist das Deckenfresko im Mittelschiff, das jochübergreifend eine Länge von 13,20 Metern besitzt. Es dürfte um 1755 entstanden sein und wird aufgrund stilistischer Merkmale dem Prüfeninger Maler Otto Gebhard zugeschrieben. Am oberen Ende ist ein Wolkenband zu sehen, auf dem zwei Engel und zwei Cherubim das Geschehen unten betrachten. Es schließt sich unmittelbar eine Darstellung der Heilig-Geist-Taube vor hellem Lichtschein an. Diagonal unterhalb sind Gott Vater mit dem Zepter in der Rechten und Jesus Christus mit dem Kreuz zu sehen, welche die heilige Dreifaltigkeit komplettieren. Rundum schweben zahlreiche Engelsgestalten. Zu Füßen des Gottessohnes zeigt einer der Engeln die beiden Schlüssel des „Apostelfürsten“ Petrus. Dieser ist schräg unterhalb auf einer weiteren Wolkenbank dargestellt. Er zeigt sich dabei als „Menschenfischer“ (Lk 5,10 ) mit einem großen Netz, in dem er bereits zehn gläubige Herzen gefangen hat. Diese hebt er nun zum Himmel empor. Zu seiner Linken sind weitere Apostel dargestellt; außerdem haben sich drei zeitgenössische Stiftskanoniker dazugesellt. Auf der rechten Seite des Petrus ist nahezu gleich groß der heilige Kassian dargestellt. Ein Putto trägt seine Mitra; er selbst hat das Pedum zwischen Brust und rechtem Unterarm eingeklemmt, während er in den Händen das aufgeschlagene Buch des Glaubens hält, auf dem ein Palmzweig als Zeichen seines Martyriums liegt. Er trägt die geretteten Seelen ein und ist auf diese Weise aktiv in das Heilsgeschehen eingebunden.
Am unteren Bildrand ist vor der großen Weltkugel im Hintergrund eine irdische Szenerie dargestellt. Die dargestellten Menschen sind Personifikationen der vier damals bekannten Erdteile: Asien als Fürst mit Turban, Europa als Kaiserin, der zwei Diener auf einem roten Kissen Krone und Zepter reichen, Amerika als kniender, junger Mann mit einem Köcher auf dem Rücken und dem Bogen zu seinen Füßen und Afrika als dunkelhäutige Person, die ebenfalls einen Turban trägt. Alle nehmen mit sichtlich großer Ergriffenheit das Geschehen der Seelenrettung wahr. In der unteren, rechten Ecke sind Personifikationen der sieben Hauptlaster (Stolz, Neid, Völlerei, Geiz, Trägheit, Zorn, Wollust) dargestellt. Durch einen Blitzeinschlag werden die Personen getötet, die Laster sind also besiegt.

### Marianischer Freskenzyklus im Mittelschiff
An den Mittelschiffwänden ist über den Scheidbögen ein sechsteiliger Freskenzyklus dargestellt, den Gottfried Bernhard Göz in den Jahren 1754/56 geschaffen hat. Es handelt sich dabei um alttestamentliche Szenen, die zeigen sollen, dass das Bild Mariens bereits im Alten Bund vorgeprägt ist. Die dargestellten Szenen beziehen sich auch auf Entsprechungen im Neuen Testament. An jedem Fresko befinden sich zwei Kartuschen mit Inschriften. Die untere zeigt jeweils das Zitat aus dem Alten Testament, die obere ein korrespondierendes Anrufen der Mutter Gottes. Außerdem ist auf jedem der Bilder in Grisaille eine Marienerscheinung gemalt.
An der Nordwand des östlichen Jochs sind Sarah und Abraham auf dem Weg nach Ägypten (Gen 12,13 ) dargestellt. An der gegenüberliegend Wand sieht man Judit, die ihrer Magd den soeben abgetrennten Kopf des assyrischen Feldherrn Holofernes überreicht (Jdt 8,31 ). Auf der Nordseite schließt sich im mittleren Joch eine Darstellung der thronenden Batseba mit ihrem Sohn, dem König Salomo, an (1 Kön 2,19 ). Auf der Südseite sieht man Ester, die in Ohnmacht gefallen ist. Im selben Moment ist der Perserkönig Ahasver von seinem Thron aufgesprungen, um sie zu begnadigen und damit ihr Volk Israel zu retten (Est 7,3 ). Auf der Nordseite des westlichen Jochs kniet Abigail vor König David nieder und fleht ihn um Gnade an (1 Sam 25,31 ). An der gegenüberliegenden Wand wird Rebekka am Brunnen gezeigt, wie sie Elieser, dem Knecht Abrahams, einen Krug Wasser reicht und ihm zusagt, auch seine Kamele zu tränken (Gen 24,14 ).

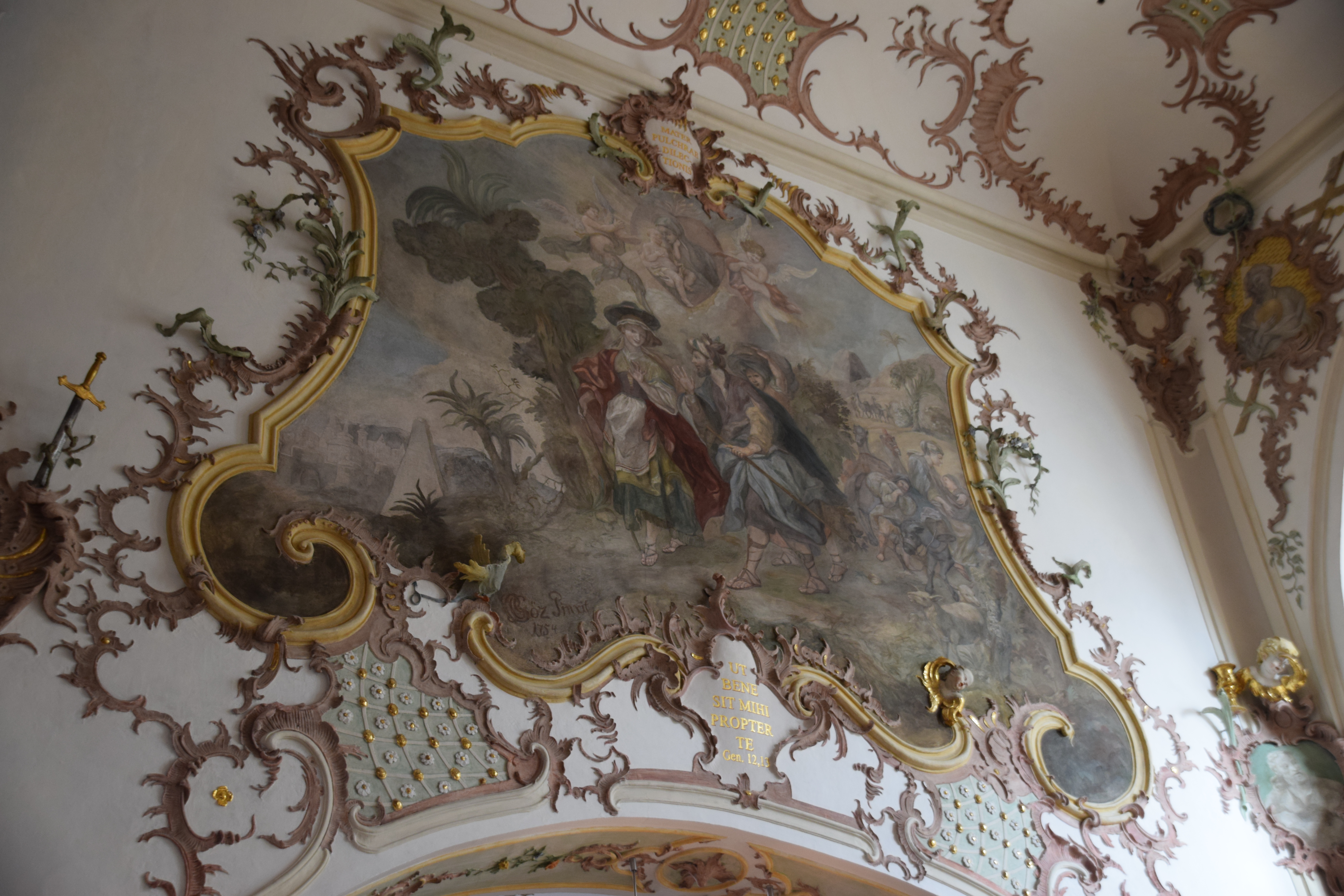
Sarah und Abraham auf dem Weg nach Ägypten
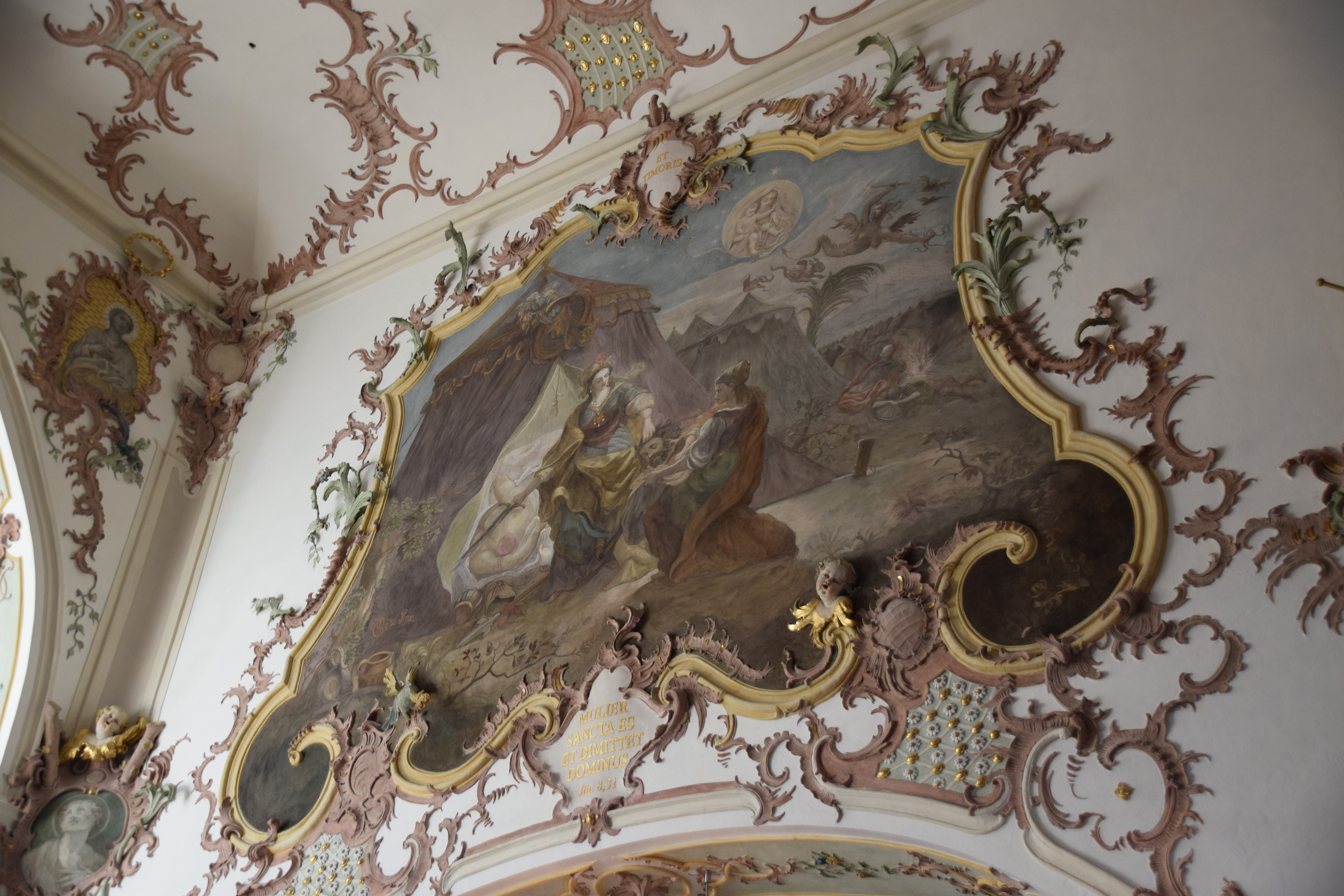
Judit mit dem abgetrennten Kopf des Feldherrn Holofernes
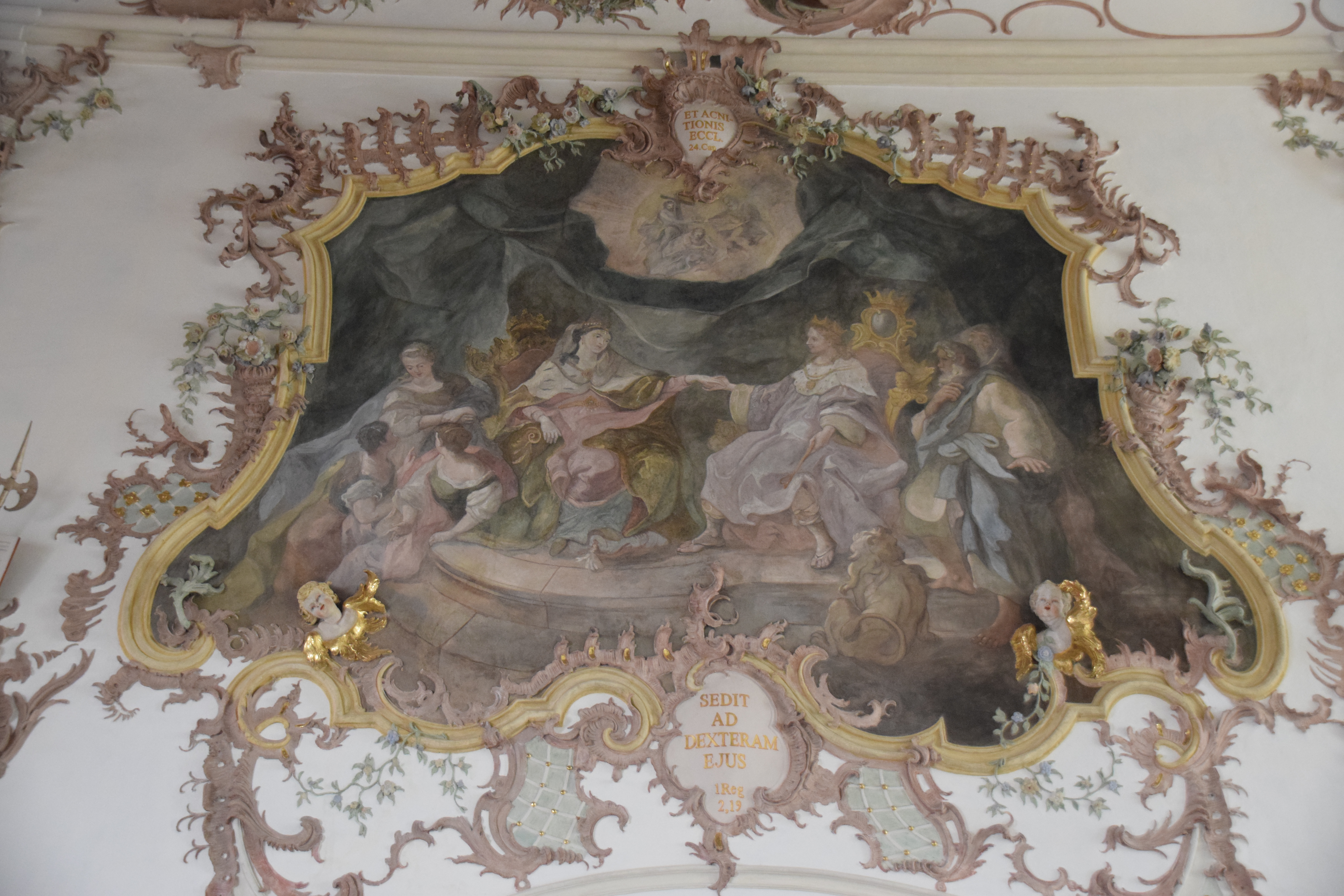
Thronende Batseba mit König Salomo
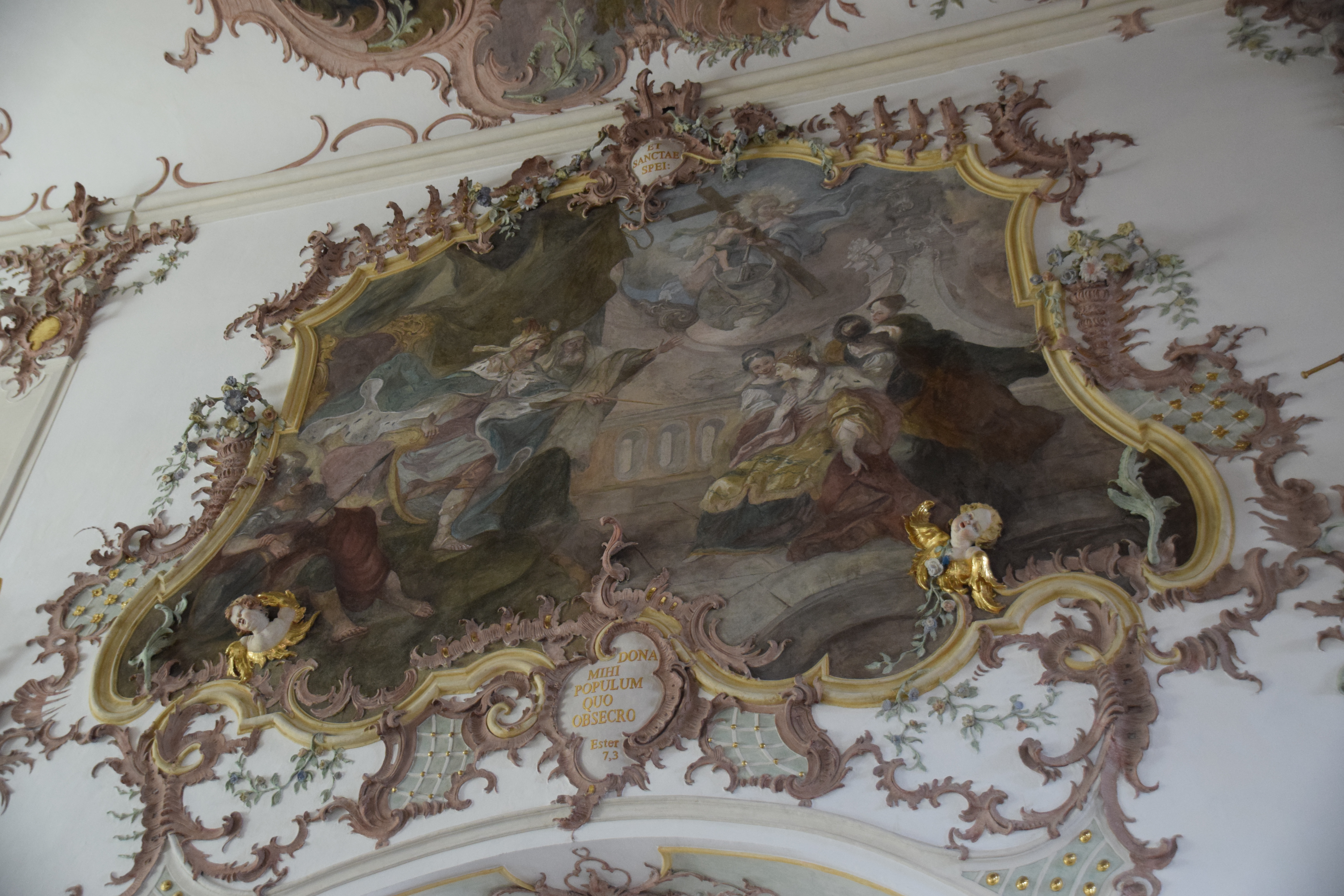
Begnadigung der Ester durch den Perserkönig Ahasver
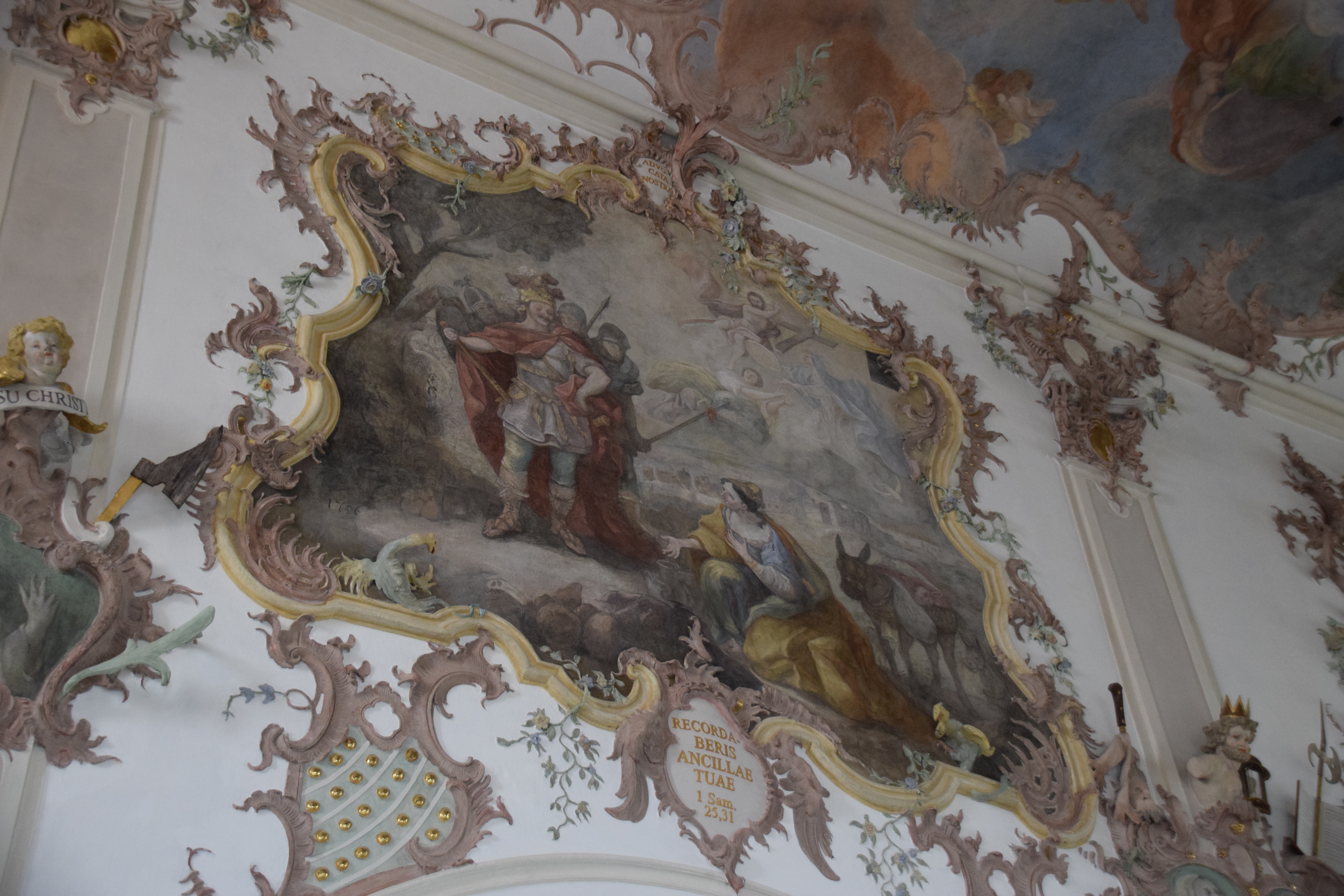
Abigail fleht König David um Gnade an
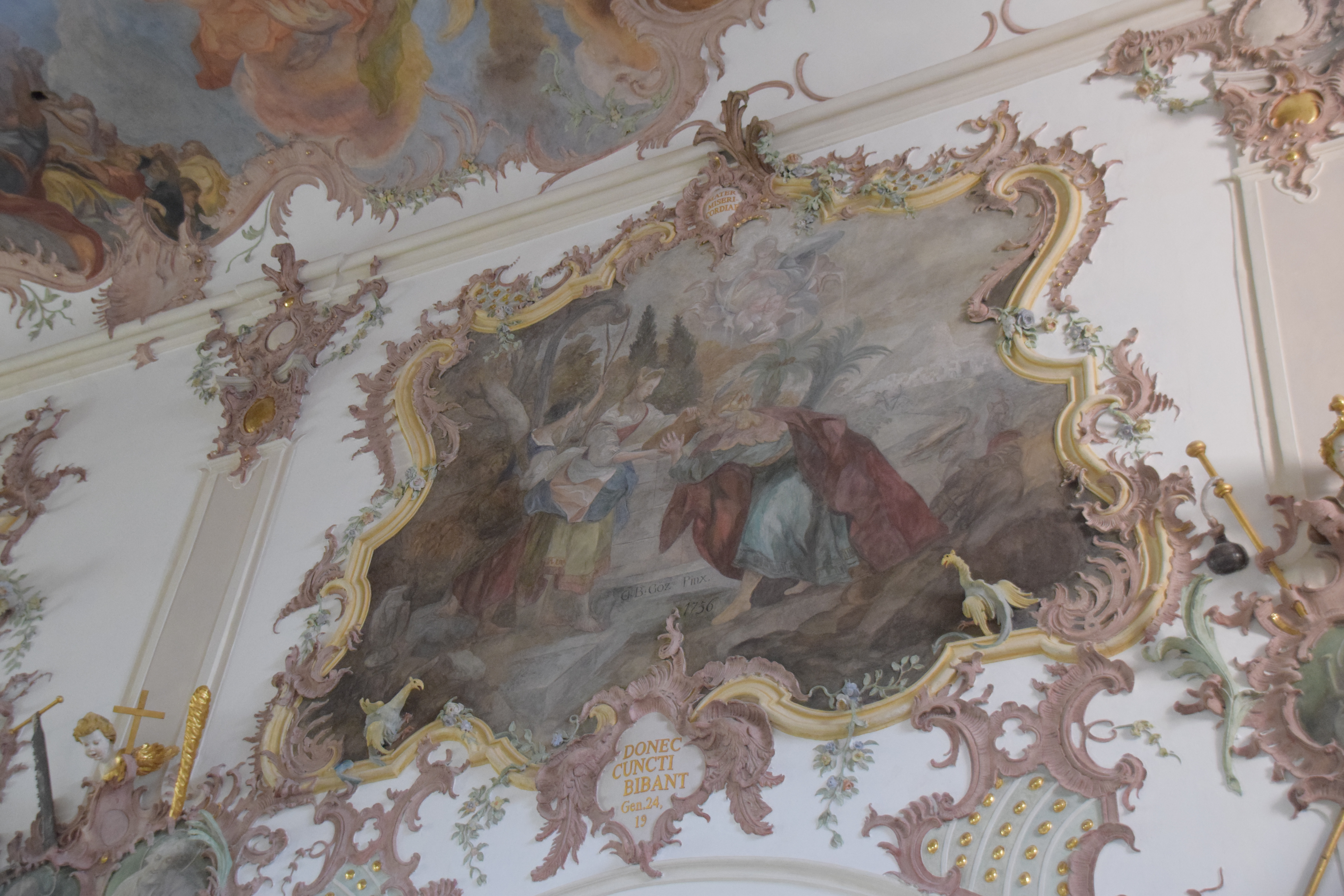
Rebekka reicht Elieser einen Krug Wasser

### Deckenfresken im nördlichen Seitenschiff
Die drei Deckengemälde im nördlichen Seitenschiff erzählen die Legende des Kirchenpatrons Kassian. Die Bilderfolge beginnt im östlichen Joch mit der Darstellung des Bischofs Kassian, der heidnische Schüler unterrichtet. Im mittleren Joch ist das Martyrium des Heiligen dargestellt: Er wird von seinen ehemaligen Schülern, die nun gegen ihn aufgebracht sind, mit Griffeln zu Tode gestochen. Ein vom Himmel herabschwebender Engel bringt ihm aber Lorbeerkranz und Palmzweig, die auf seine Eigenschaft als Märtyrer hindeuten. Im westlichen Joch ist seine Verehrung als wundertätiger Heiliger zu sehen, zu dessen Grab Mütter mit ihren Kindern kommen. Während die beiden äußeren Darstellungen hochformatig sind, ist das mittlere Bild querformatig, sodass alle drei Szenen dem durch das Nordportal eintretenden Besucher zugewandt sind.

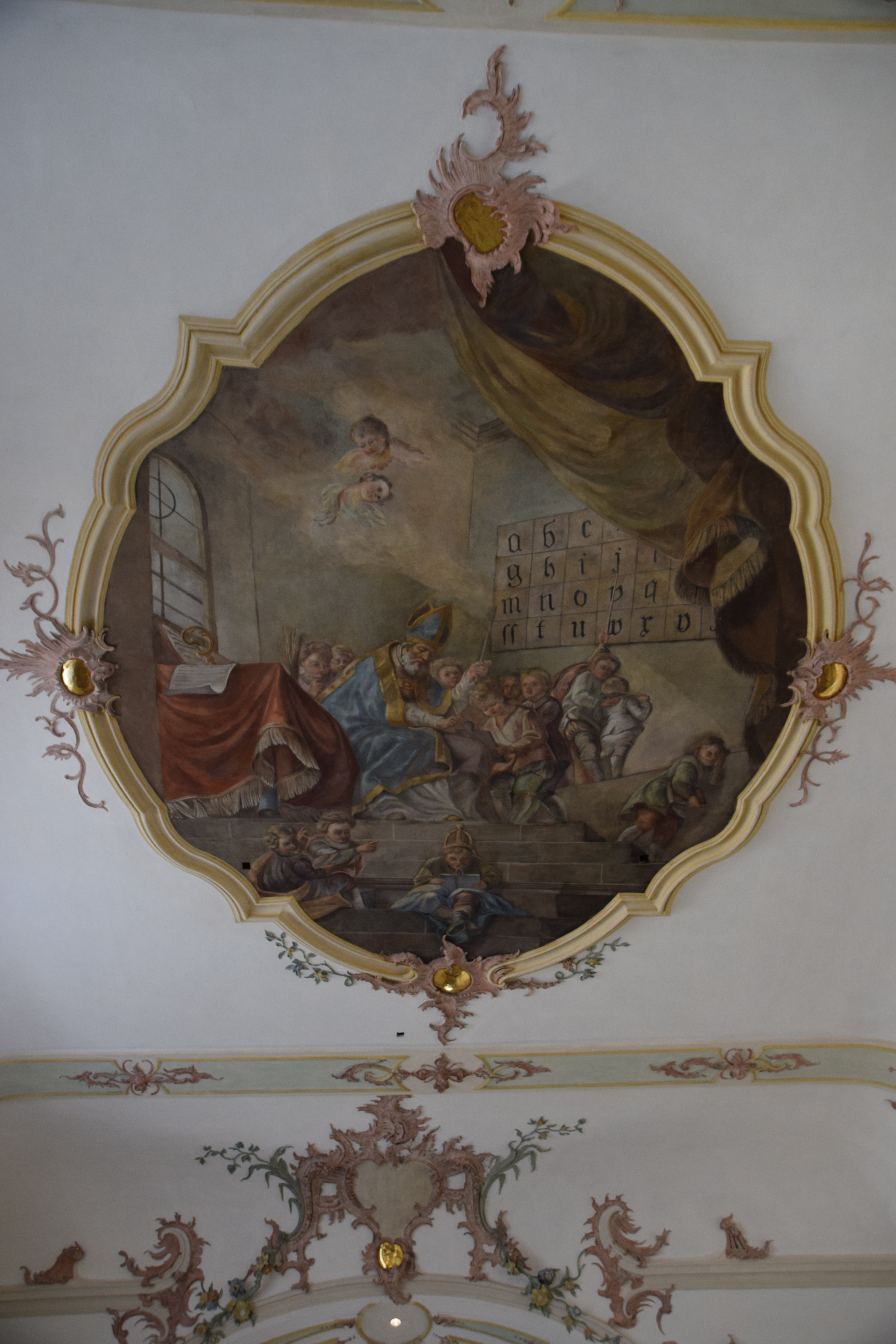
Bischof Kassian unterrichtet heidnische Schüler
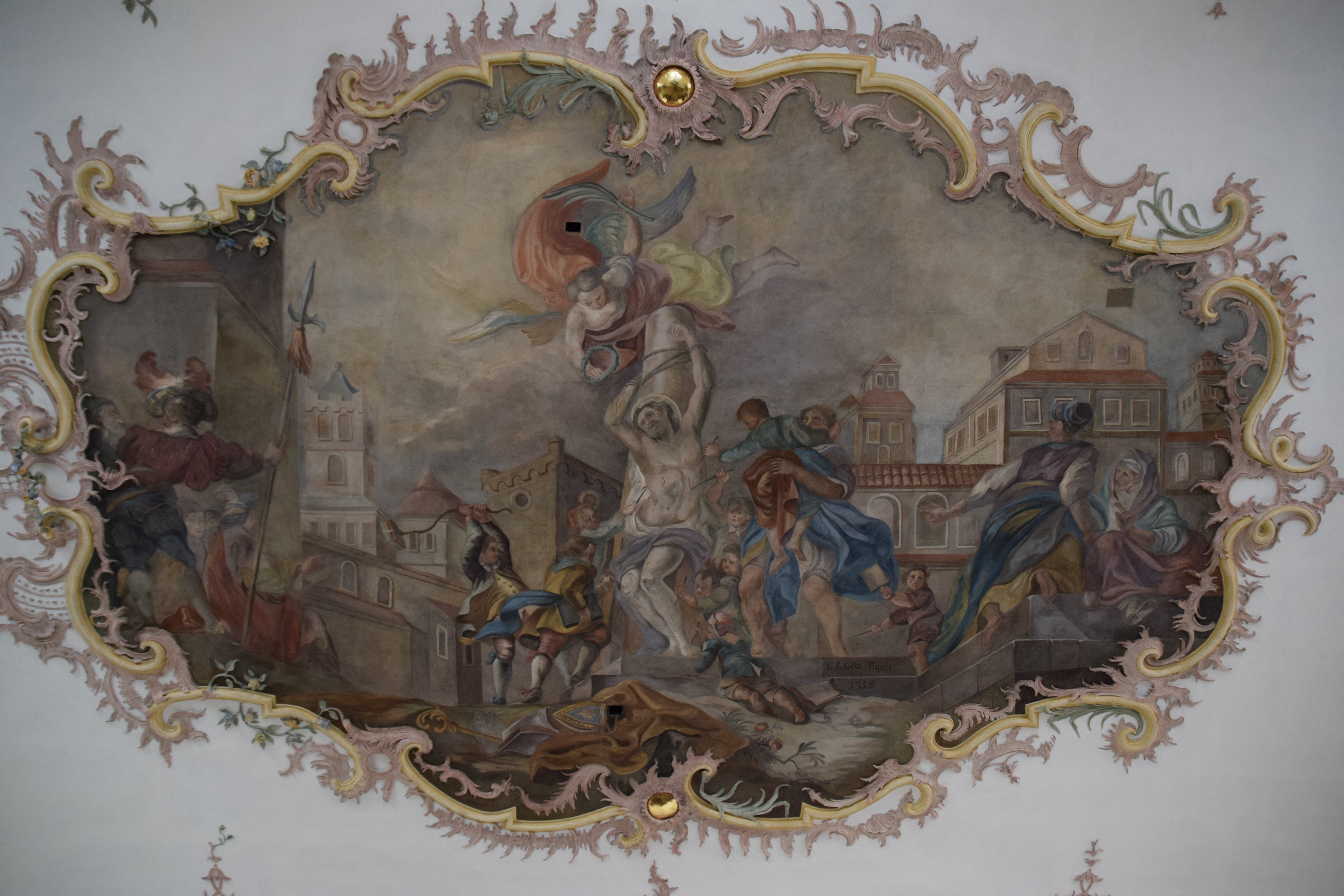
Martyrium des heiligen Kassian
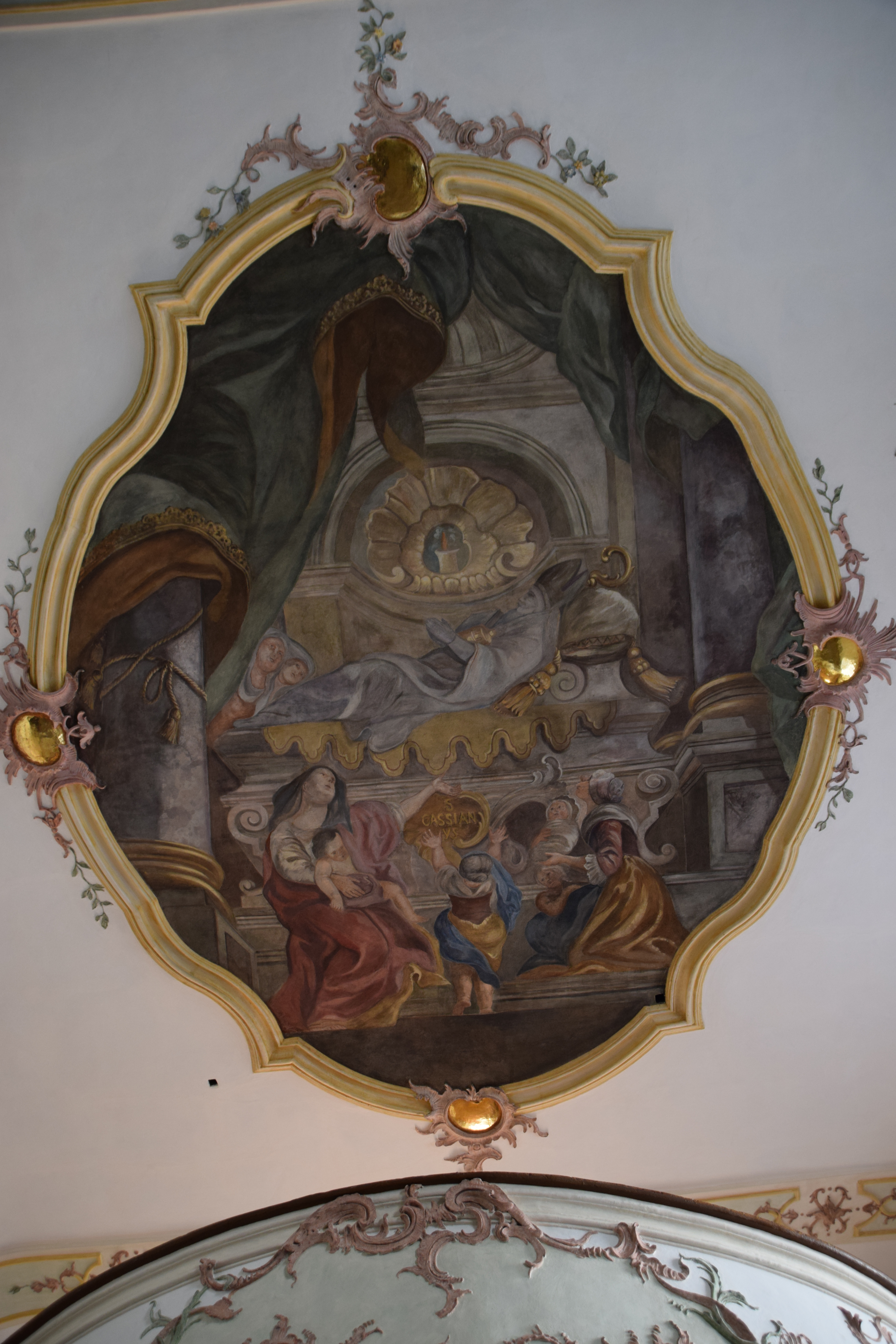
Verehrung des heiligen Kassian

### Deckenfresken im südlichen Seitenschiff
Auch im südlichen Seitenschiff befinden sich drei Deckengemälde, die wie jene im Nordschiff 1758 von Gottfried Bernhard Göz geschaffen wurden und in gleicher Weise angeordnet und ausgerichtet sind. Sie zeigen die Geschichte der Wallfahrt zur „Schönen Maria“. Im östlichen ist die Ratisbona, die Personifikation Regensburgs, dargestellt, die hilflos die Arme zum Himmel emporhebt, während hinter ihr die Stadt ein Raub der Flammen wird. Diese Szene bezieht sich auf den Stadtbrand im Jahr 891, den die Kassianskirche als einziges Gebäude unbeschadet überstanden haben soll. Dadurch, so die Intention des Bildes, zeichne sie sich besonders als Aufbewahrungsort für das Gnadenbild aus.
Im mittleren Joch ist die Übertragung des Gnadenbildes in die Stiftspfarrkirche im Jahr 1747 dargestellt. Die Szene wird offenbar als Akt göttlicher Vorsehung begriffen, wird sie doch vom heiligen Kassian und der heiligen Maria als guter Hirtin begleitet. Außerdem ist im Hintergrund die ehemalige Wallfahrtskirche zur „Schönen Maria“ dargestellt; darunter befindet sich ein höhlenartiger Keller mit der Inschrift „ABSCONDITA MDXLII“ (1542 verborgen) am Eingang. Auf der linken Seite ist der geflügelte Chronos als Personifikation der Zeit zu sehen, die in einen Stein die Worte „(N)OVITER EXPOSITA/MDCCXL/VII“ (1747 von Neuem aufgestellt) meißelt.
Das Bild im westlichen Joch zeigt die Geschichte der Wallfahrt. Die Ratisbona, eine Frau, welche die beiden Schlüssel des Petrus, die auch im Stadtwappen zu finden sind, auf dem Haupt trägt, hat sich unter den Schutz der „Schönen Maria“ begeben, die auf einer Säule mit der Jahreszahl „MDXIX“ (1519) steht. Ihren rechten Fuß hat die Ratisbona triumphierend auf den quer vor ihr liegenden Juden gestellt. Die Darstellung legt nahe, dass die Zerstörung der Synagoge (rechts im Hintergrund dargestellt) und die Vertreibung der Juden aus der Stadt (links im Hintergrund) unter dem Schutz der Mutter Gottes geschahen. Die Säule trägt das Gnadenbild der Schönen Maria. Am unteren Rand des Gemäldes ist eine weitere judenfeindliche Anschuldigung dargestellt: Die fünf Kinderleichen, die dort zu sehen sind, sollen „als Opfer jüdischer Ritualmorde verstanden werden“. „Gerade durch dieses drastische Detail“ der spätmittelalterlichen christlichen Propaganda, Juden hätten Christenkinder ermordet, „wird das große Pogrom von 1519 als Akt der Befreiung gefeiert.“

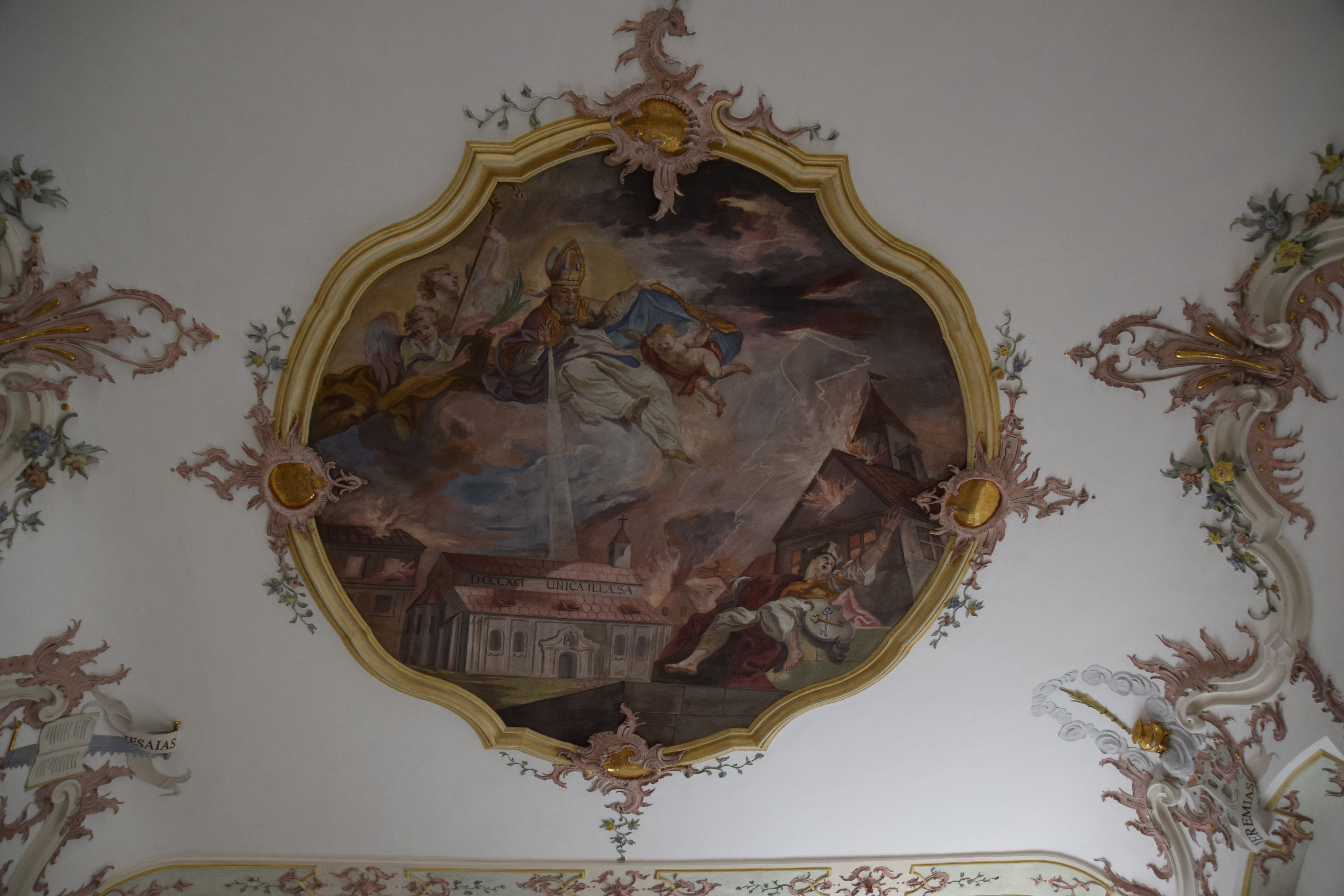
Verschonung der Kassianskirche vom Stadtbrand 891
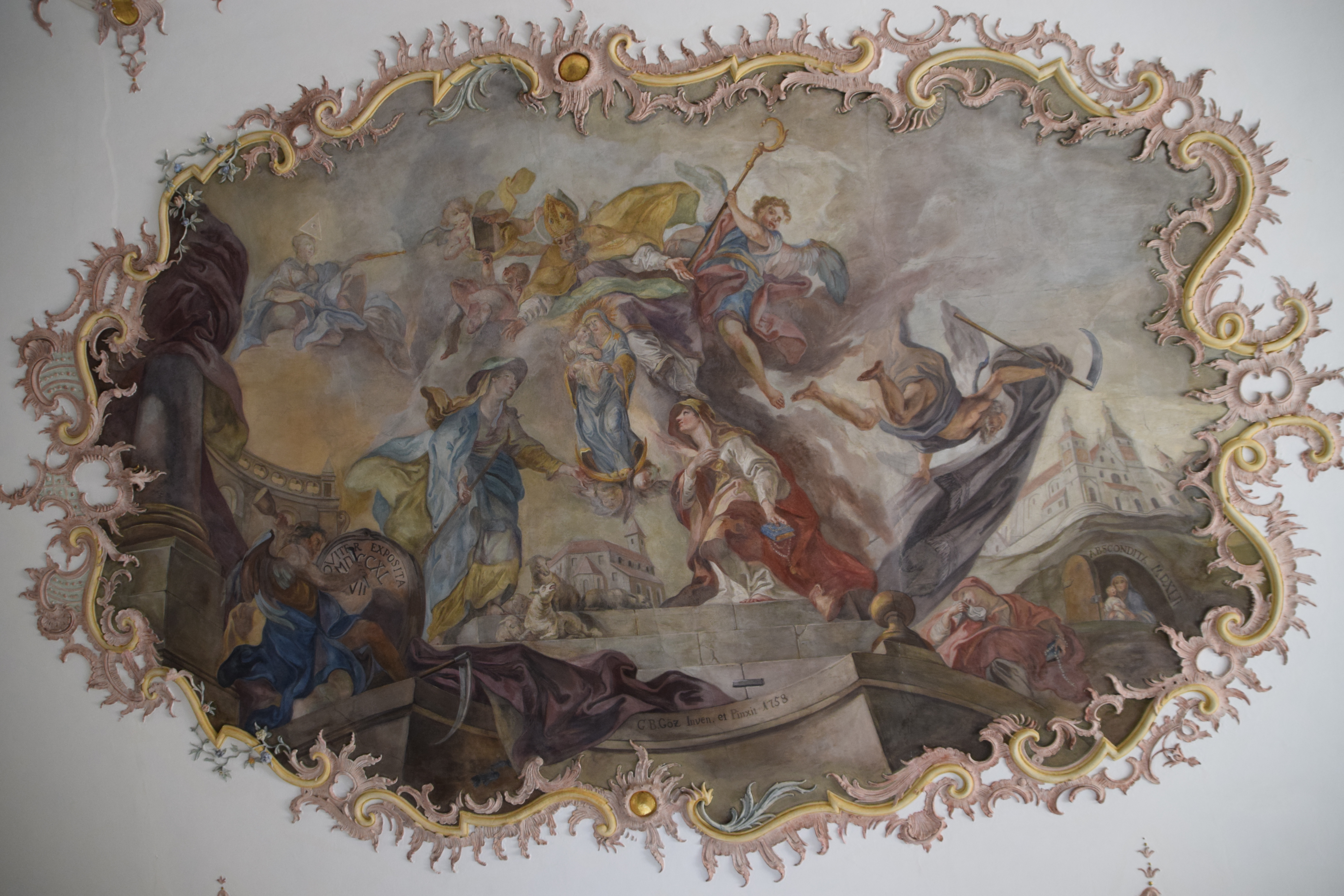
Übergang des Gnadenbildes in die Kassianskirche 1747
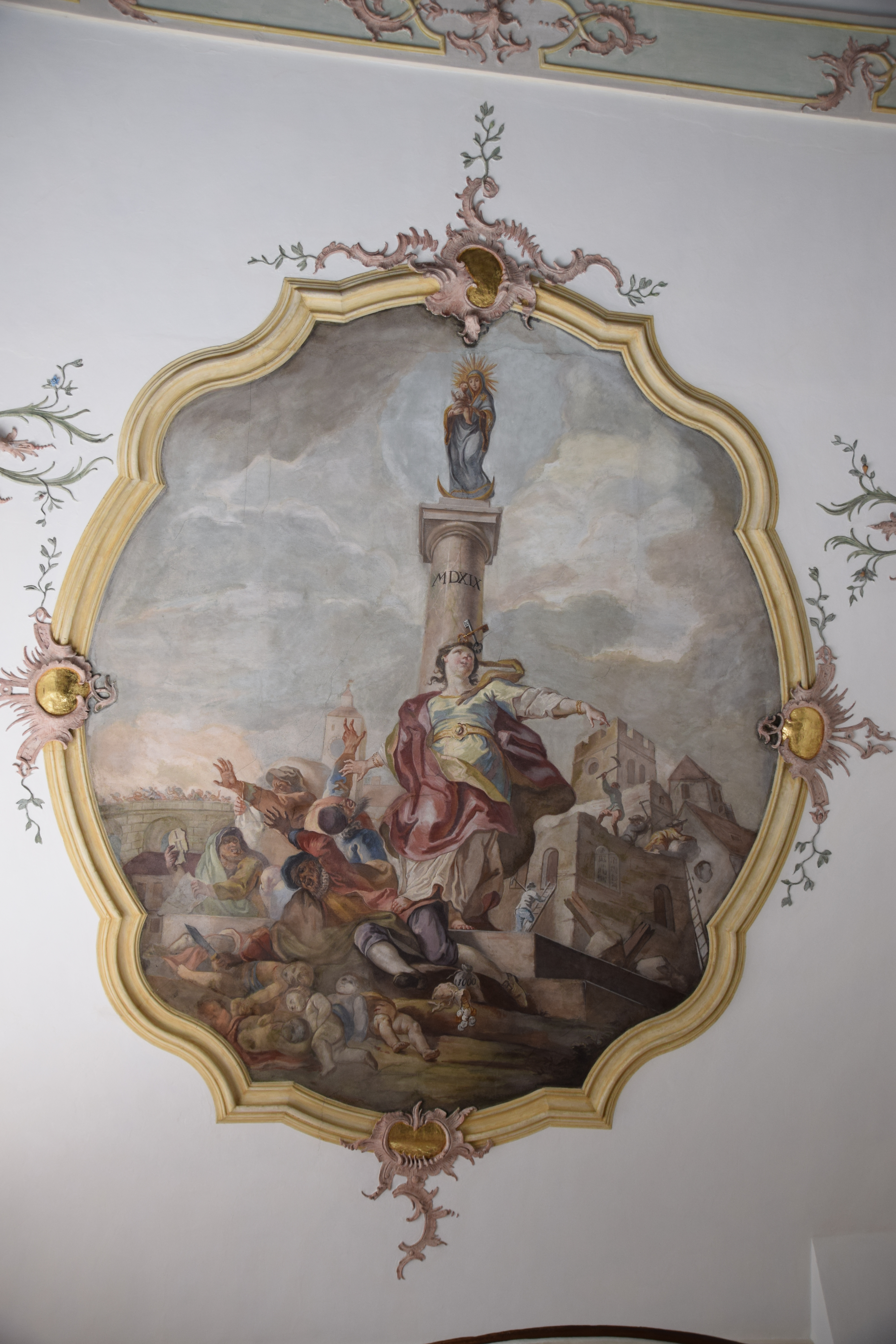
Vertreibung der Juden aus Regensburg

## Altäre

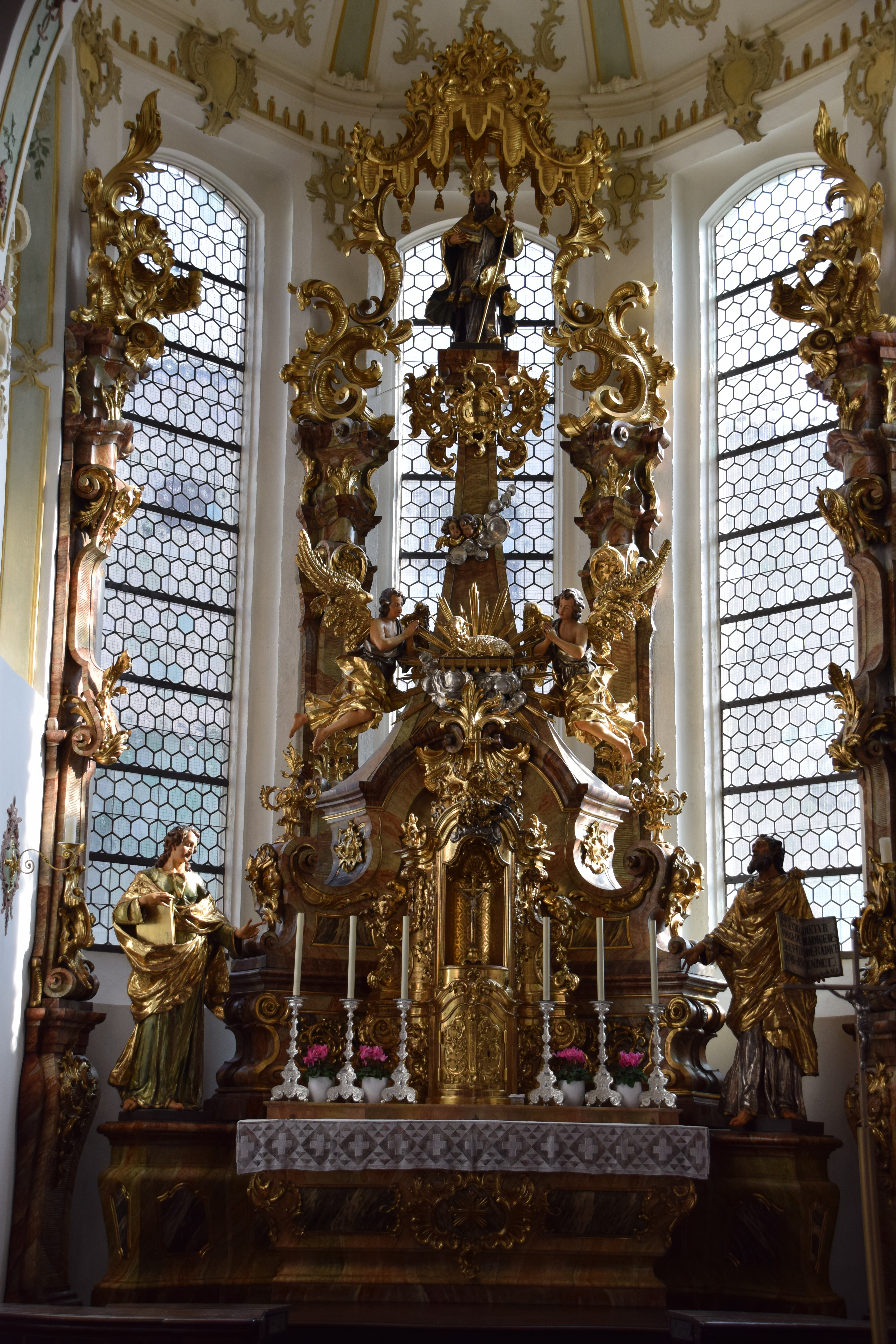
Hochaltar

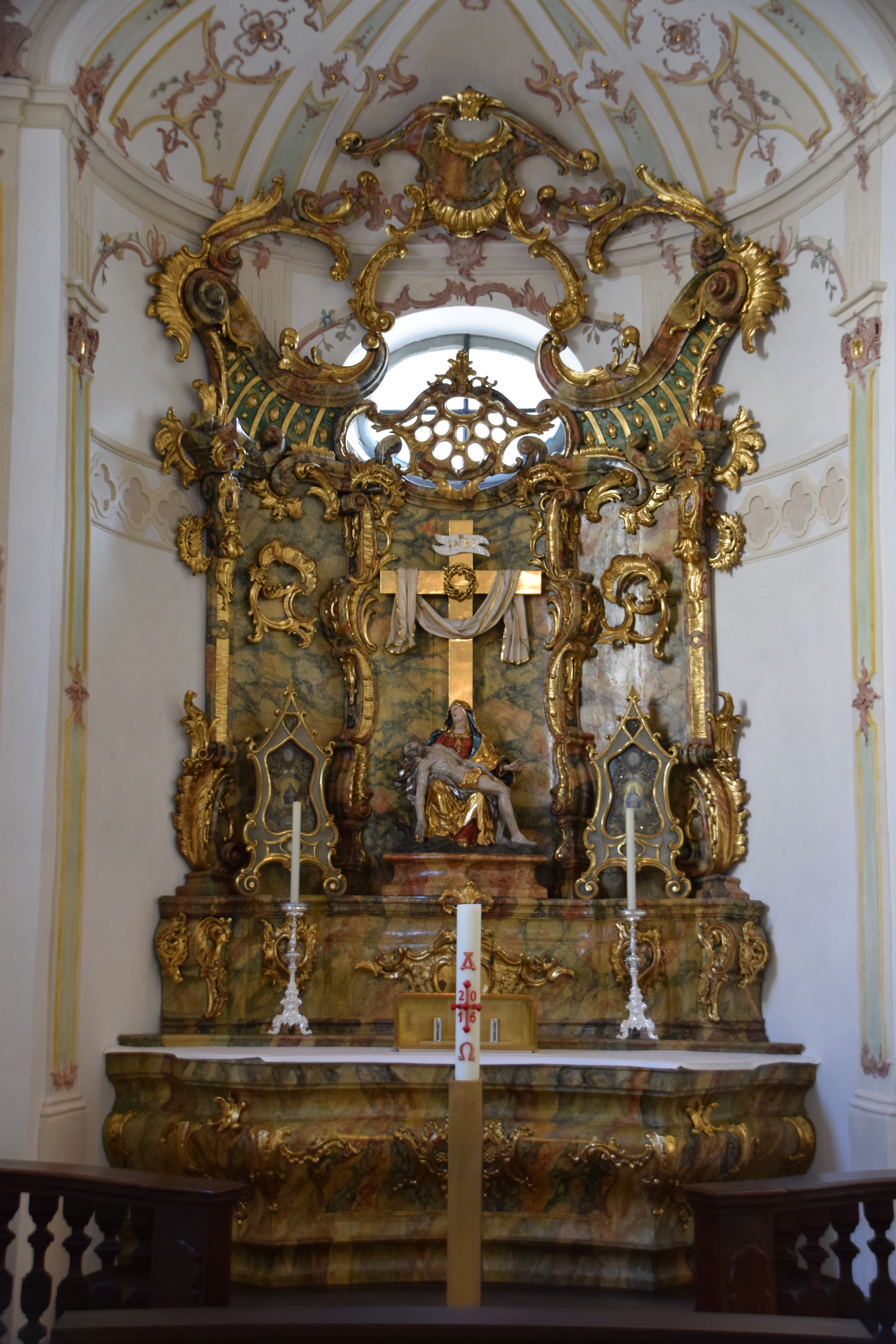
Nördlicher Seitenaltar

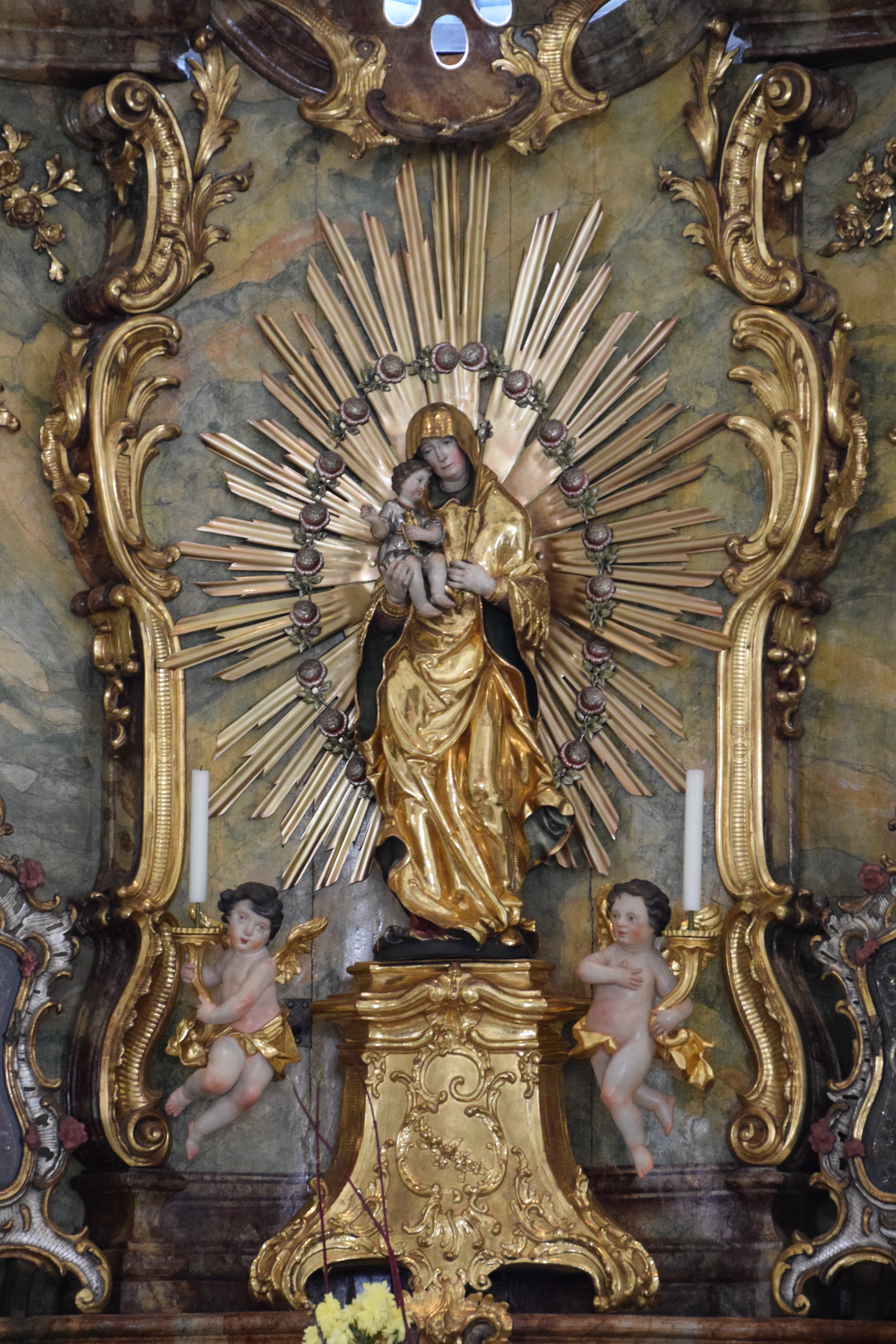
Gnadenbild der Schönen Maria am südlichen Seitenaltar

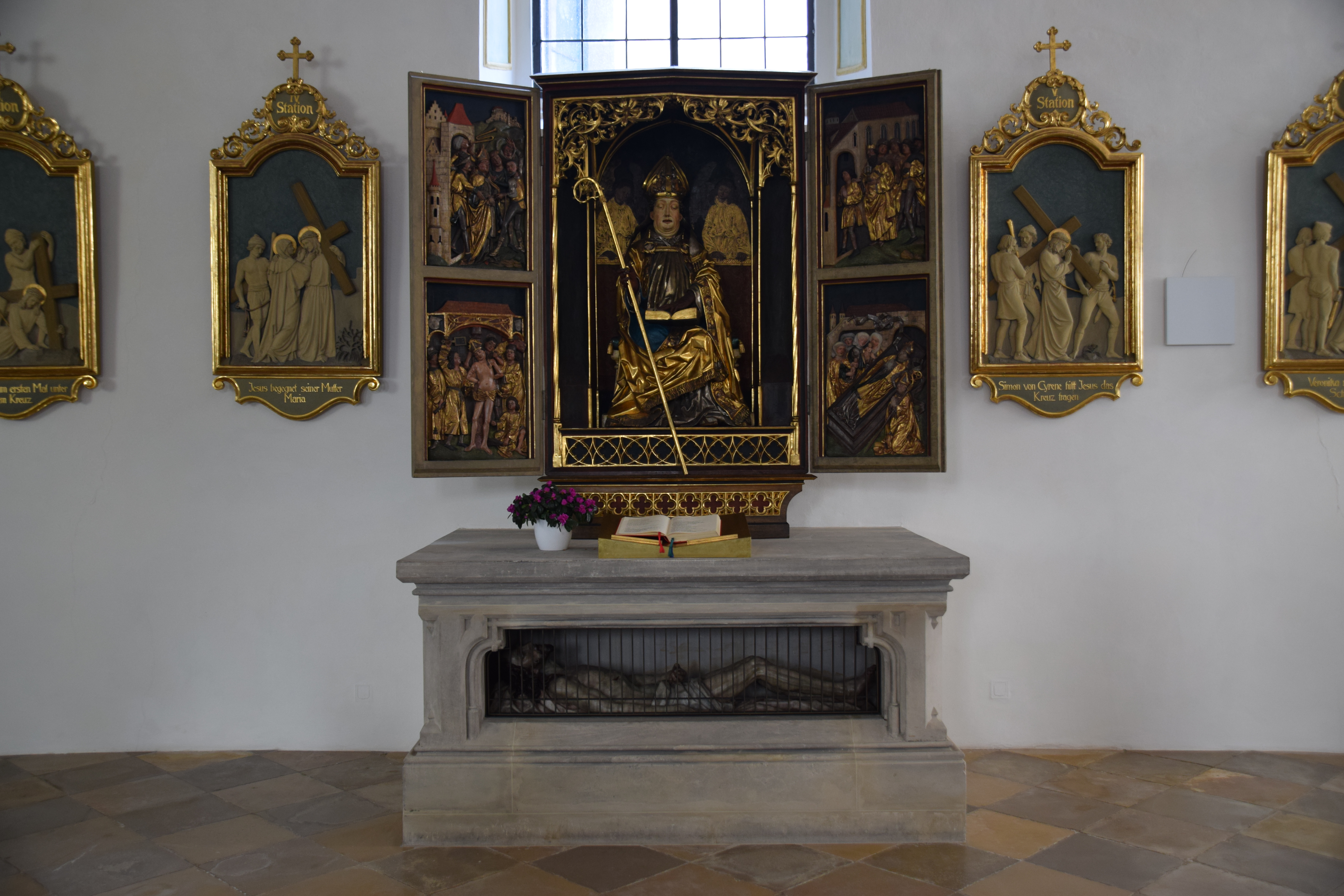
Spätgotischer Flügelaltar des hl. Kassian mit Heiligem Grab

### Hochaltar
Der heutige Hochaltar ist eine Rekonstruktion des 1759 von Johann Baptist Dirr geschaffenen und 1864 zerstörten Altares, die im Jahr 1908 der Bildhauer Jakob Helmer fertigte. Nur mit dem konkav geschwungenen Sockel füllt der Hochaltar die gesamte Breite des Presbyteriums aus; darüber ist er in filigranen Formen zwischen die beiden äußeren Fenster eingefügt. Der Altartisch wird von den beiden lebensgroßen Figuren des Evangelisten Johannes (links) und des Propheten Jesaja (rechts) flankiert. Die Predella hat einen Fries aus Rocaillen und endet seitlich in Voluten. Mittig ist der vergoldete Tabernakel angeordnet; darüber wird eine reich verzierte Aussetzungsnische von mächtigen Voluten eingerahmt.
Der Überbau des Tabernakels schwingt nach oben hin mit einem Wellenbogen, aus dem in der Mitte eine Art Obelisk entspringt, der sich nach oben verjüngt. In seinem unteren Drittel liegt auf Gewölk das Buch mit den sieben Siegeln, darauf wird das Lamm Gottes von zwei scheinbar schwebenden Anbetungsengeln verehrt. Die Darstellung ist von einem Strahlenkranz hinterfangen. An der Stelle dieser Figurengruppe befand sich im ursprünglichen Hochaltar das Gnadenbild der „Schönen Maria“, das sich heute am rechten Seitenaltar befindet. Die heutige Darstellung mit Elementen aus der Offenbarung des Johannes entstand erst bei der Rekonstruktion des Hochaltars im Jahr 1908. Auf halber Höhe des Obelisken, der für den Betrachter nur bei genauem Hinsehen als solcher identifiziert werden kann, befinden sich – wiederum auf Wölkchen – zwei kleine Cherubim.
Am oberen Ende des Obelisken steht auf einem Podest eine lebensgroße Barockfigur des heiligen Kassian, ausgestattet mit allen Attributen, die ihn als Bischof kennzeichnen. Auf dem Kopf trägt er die Mitra, in der linken Hand das Pedum. In der Rechten hält er ein aufgeschlagenes Buch, in das er seinen Blick versenkt. Von der Figur geht eine besondere Dynamik aus, da der linke Fuß des Bischofs leicht über die Sockelplatte hinausragt und sein weiter Mantel durch die Bewegung nach hinten zu wehen scheint. Die Figur des Kirchenpatrons steht unter einem vergoldeten Baldachin, an dem zahlreiche Quasten baumeln. Er reicht beinahe bis zum Chorgewölbe und bildet somit den oberen Abschluss des Hochaltars. Er ruht auf einer filigranen Konstruktion aus zwei übereinander angeordneten, rocailleartigen Bögen auf jeder Seite. Diese sind auf zwei Pilastern gestützt, die das mittlere Chorfenster flankieren. Die Pilaster enden oben in weiteren rocaillenartigen Gebilden, aus denen Palmzweige hervortreten – wohl ein Symbol für den Märtyrer Kassian.

### Seitenaltäre
Die beiden barocken Seitenaltäre in den innen ausgerundeten seitlichen Apsiden wurden als Pendants gestaltet. Über der Mensa erhebt sich jeweils eine leicht konkav geschwungene Retabelwand. Deren Mittelteil, der räumlich etwas hervortritt, enthält bei beiden Altären die zentrale Figurengruppe und wird von einer Folge aus vier unterschiedlich gestalteten Bögen eingerahmt. Seitlich davon stehen auf einem Sockel oberhalb der Predella jeweils zwei Reliquienpyramiden. Durch die Gestaltung im oberen Bereich bleibt das verhältnismäßig kleine, querovale Fenster im Chorscheitel jeweils frei. Seitlich wird es von grünen, mit goldenen Streifen und Buckeln besetzten Feldern eingerahmt, die oben an der Außenseite jeweils in einer Volute enden. Von diesen Feldern gehen vier nahezu schwerelos wirkende Bögen aus, die eine das Fenster bekrönende Kartusche tragen.
Der nördliche (linke) Seitenaltar zeigt im Mittelteil Jesus nach der Kreuzabnahme im Schoß seiner Mutter, eine sogenannte Pietà. Hinter dieser Figurengruppe ist das Kreuz mit Titulus, Leichentuch und Dornenkrone zu sehen. Auf der Mensa steht ein Schrein zur Aufbewahrung der heiligen Öle, der von dem Münchner Künstler Franz Steinberger entworfen wurde.
Der südliche (rechte) Seitenaltar enthält an zentraler Stelle das Gnadenbild der Schönen Maria, eine 95 Zentimeter hohe Figurengruppe der Madonna mit Kind. Sie entstand im ersten Viertel des 16. Jahrhunderts. Nach heutigem Kenntnisstand gilt der Landshuter Bildschnitzer Hans Leinberger als Schöpfer dieses Kunstwerks. Die Figur des Jesuskindes kam erst im Zuge der Barockisierung im 18. Jahrhundert hinzu. Im 20. Jahrhundert wurde die Figurengruppe neu gefasst. Die Marienfigur steht vor einem Kranz aus 47 Strahlen, in dem 19 Rosen einen weiteren Kranz bilden. Die heilige Maria steht im Kontrapost auf einem vergoldeten Sockel. Sie trägt ein ebenfalls vergoldetes, blau gefüttertes Gewand. In der linken Hand hält sie ein Lilienzepter; in der rechten trägt sie das Jesuskind, das sein lockiges Köpfchen liebevoll an die Schulter der Mutter lehnt. Es trägt ein silberfarbenes Kleid und hält in der Linken einen Vogel. Seine rechte Hand hat es zu einer Faust geformt, die als Anspielung auf das wesentlich ältere Gnadenbild in der Alten Kapelle zu sehen ist. Putti der Figurengruppe halten jeweils einen Kerzenleuchter.

### Spätgotischer Flügelaltar des heiligen Kassian
Gegenüber dem Nordportal steht an der Südwand ein spätgotischer Flügelaltar, der dem heiligen Kassian gewidmet ist. Diesen stiftete im Jahr 1498 der damalige Pfarrvikar Peter Veichtner und er diente bis zur Mitte des 18. Jahrhunderts als Hochaltar, bevor er im Zuge der Barockisierung zerlegt und eingelagert wurde. Nur die Flügelreliefs sollten erhalten bleiben und wurden an den Wänden des Hauptchores angebracht. Bei der Renovierung in den Jahren 1863/64, als eine Rückbesinnung auf die Gotik erfolgt war, baute man den Altar wieder auf und platzierte ihn mit erneuerten Flügeln in der Heilig-Grab-Kapelle. Die Steinmensa enthält ein Heiliges Grab mit einer Holzfigur des Leichnams Christi. Bei der jüngsten Renovierung wurde der Altar unter Beibehaltung des Heiligen Grabes an seinen jetzigen Standort versetzt.
Über der niedrigen Predella, die mit einem Vierpassfries verziert ist, erhebt sich ein großer Schrein mit vergoldetem Schnitzwerk. Er enthält eine vollplastische Figur des thronenden Bischofs Kassian. Auf der Rückwand sind zwei Engel gemalt, die sich dem Heiligen zuwenden und hinter ihm ein rotes Ehrentuch aufspannen. An den Innenseiten der Flügel befinden sich je zwei Reliefs, die sich auf die Heiligenlegende des Kirchenpatrons beziehen. Auf der linken Seite ist oben die Gefangennahme Kassians zu sehen. Der Bischof wird in voller Montur aus einer befestigten Stadt geführt. Mit einer Fanfare wird seine Verurteilung allen bekannt gemacht. Links unten ist das Martyrium des Kassian zu sehen. An eine Säule gefesselt, wird er von seinen ehemaligen Schülern, die nun gegen ihn aufgebracht sind, gefoltert und schließlich hingerichtet. Am rechten Flügel ist oben die Überführung der Reliquien des heiligen Kassian dargestellt. Der Zeremonie wohnt ein bekrönter Herrscher, womöglich der bairische Herzog Theodo II., bei. Dieser trägt in der Rechten ein Ostensorium, ein Schaugefäß für Kultgegenstände aller Art. Rechts unten ist eine wundersame Begebenheit am Grab des Kassian zu sehen. Dort beten neben dem Bischof Germanus auch zwei Frauen mit nackten, ebenfalls betenden Kindern. Vom Mund des Verstorbenen geht dabei ein Spruchband aus, das auf die Kraft seines heilenden Wortes auch über den Tod hinaus verweist.

## Übrige Ausstattung

### Gotischer Schlussstein
Der aus einem Stück Kalkstein gearbeitete Schlussstein des hochgotischen Chorgewölbes wurde bei der Umgestaltung Mitte des 18. Jahrhunderts im Mauerwerk des rechten Seitenschiffs deponiert und überputzt. Bei Renovierungsarbeiten im Jahr 2011 wurde er überraschend in einer Mauernische im südlichen Seitenschiff aufgefunden und anschließend restauriert. Heute ist er etwa an seinem Fundort, knapp unter Decke neben dem rechten Seitenaltar, angebracht. Er zeigt ein Relief, auf dem das Brustbild des heiligen Kassian zu sehen ist. Dieser trägt Bischofsornat und hält in der rechten die Martergriffel, in der Linken ein Buch vor seiner Brust.

### Spätgotische Sepukralskulptur

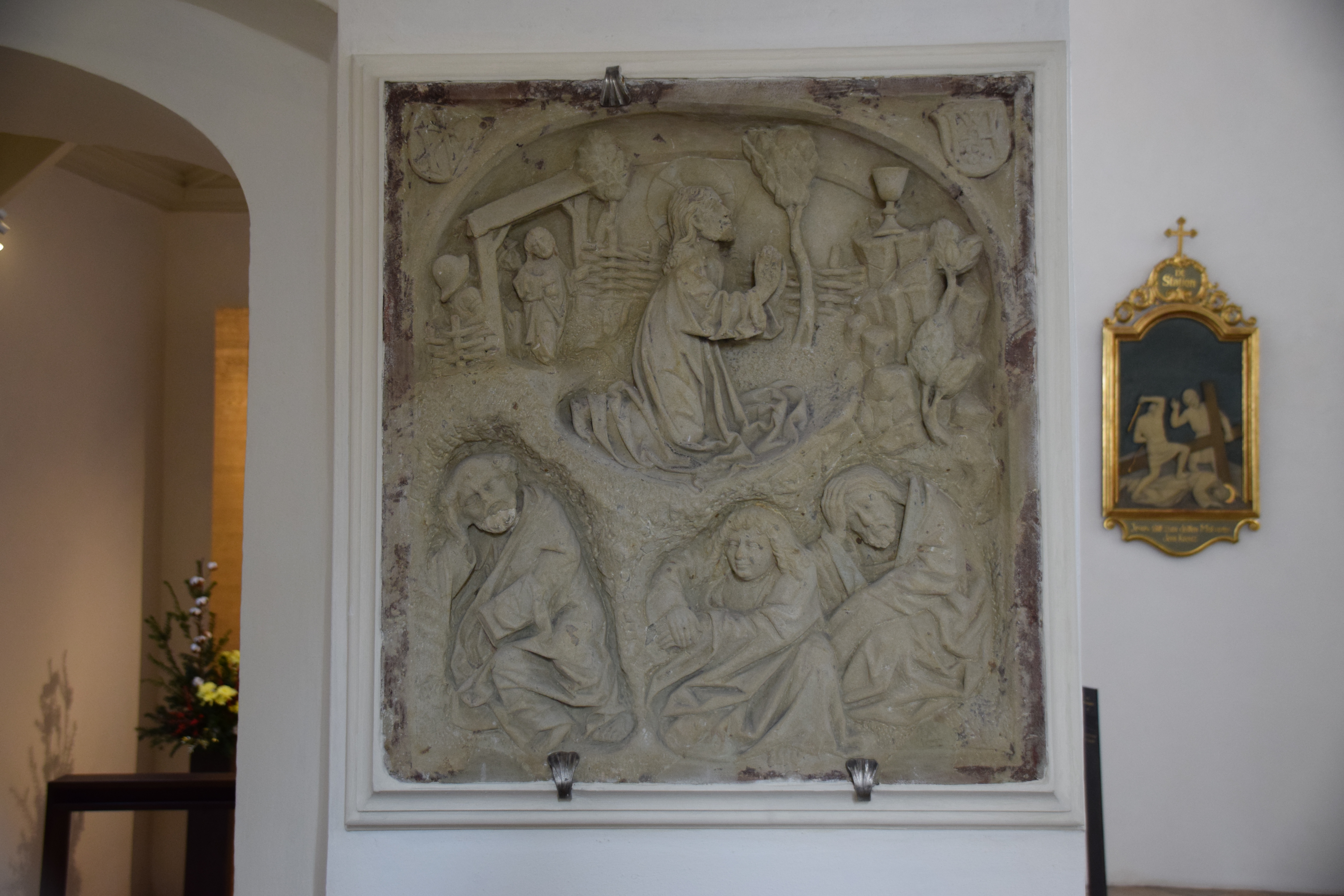
Spätgotisches Ölbergrelief

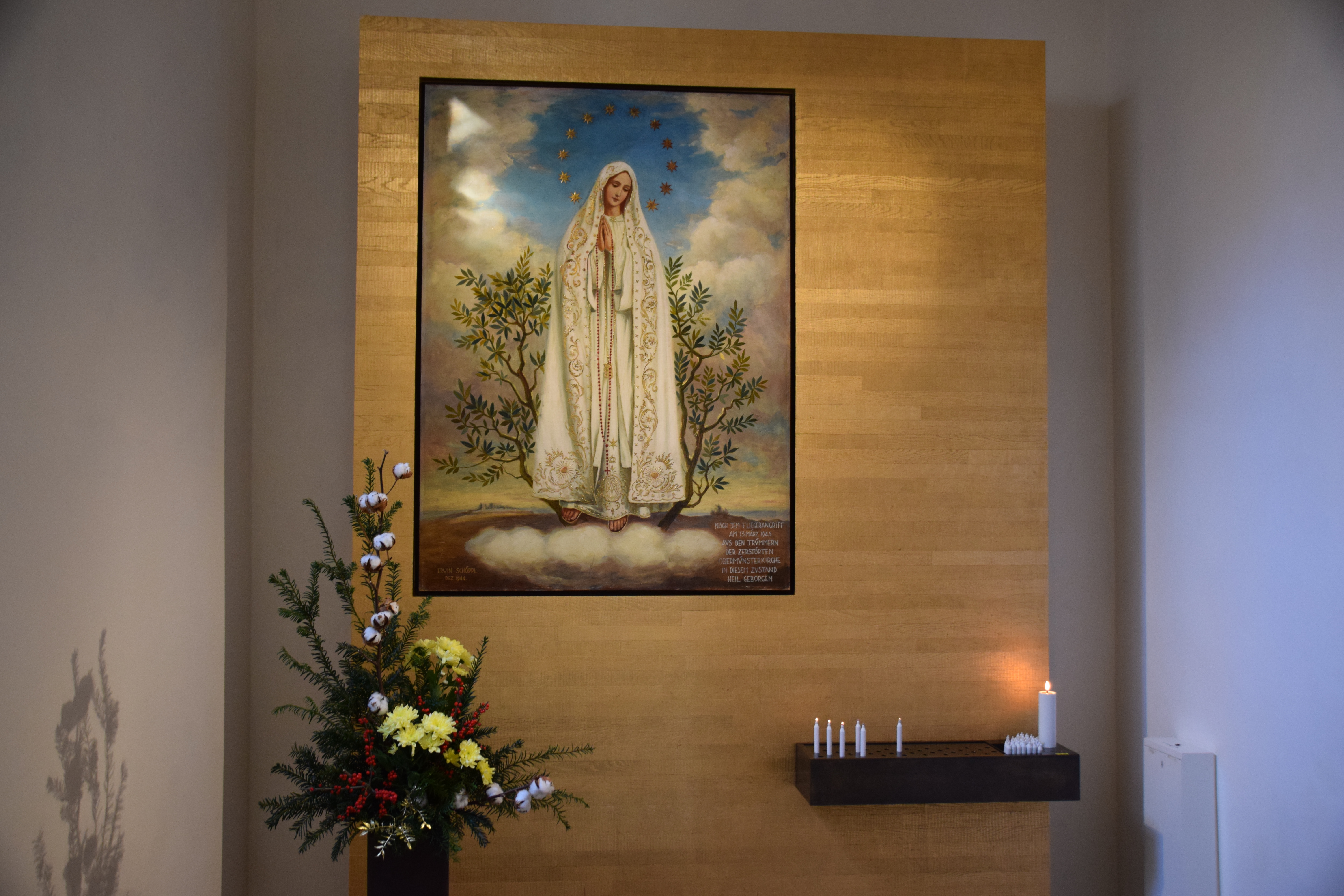
Modern gestalteter Andachtsraum in der ehemaligen Heilig-Grab-Kapelle

Neben dem Eingang zur Heilig-Grab-Kapelle finden sich zwei bemerkenswerte Werke der spätgotischen Sepulkralskulptur. Sie sind beide aus Regensburger Grünsandstein gefertigt und weisen aufgrund der geringen Beständigkeit dieses Werkstoffs deutliche Altersspuren. Auf der linken Seite ist ein quadratisches Relief aus der Zeit um 1480/90 angebracht, welches das Gebet Jesu am Ölberg zeigt. Außerdem sind zwei Stifterwappen enthalten. Rechts ist das hochrechteckige Epitaph für Elisabeth Graner († 1491) zu sehen. Im oberen Teil, der fast zwei Drittel des Bildwerks einnimmt, ist die Heimsuchung Mariens vor hügeliger Landschaft dargestellt. Im unteren Drittel knien die Mitglieder der Stifterfamilie(n), begleitet von zwei Wappen mit Helmzier und einem Schriftband mit der Grabinschrift.

### Andachtsraum in derHeilig-Grab-Kapelle
In der ehemaligen Heilig-Grab-Kapelle an der Nordwestecke des Langhauses entstand 2015 ein zeitgemäßer Andachtsraum. An der Nordwand der Kapelle befindet sich eine freistehende, vergoldete Scheibe, in der links oben ein Gemälde der Fatima-Madonna eingelassen ist. Dieses wurde 1944 von dem Regensburger Maler Erwin Schöppl geschaffen. Nach dem Krieg wurde es unversehrt aus der Obermünsterruine geborgen und seither in der Kassianskirche verehrt. In die Ostwand der Kapelle ist ein Beichtstuhl eingelassen.

### Altarinsel
Ebenfalls 2015 wurde ein neuer Altarbereich nach den Entwürfen von Franz Steinberger eingerichtet. Dieser befindet sich vor dem eigentlichen Chorraum, der mittels einer Kommunionbank abgetrennt ist, auf einer minimal erhöhten „Altarinsel“, deren Bodenplatte aus Messing besteht. Darauf stehen Volksaltar, Ambo und Priestersitz aus hochreinem Laaser Marmor. Der Herkunftsort Laas befindet sich im Südtiroler Vinschgau, also im Bistum Bozen-Brixen, das aus der von Kassian gegründeten Diözese Säben hervorgegangen ist. In den 2,8 Tonnen schweren Altarblock sind Reliquien der drei Diözesanpatrone Kassian (Bozen-Brixen), Heinrich (Bamberg) und Wolfgang (Regensburg) eingelassen.

### Orgel

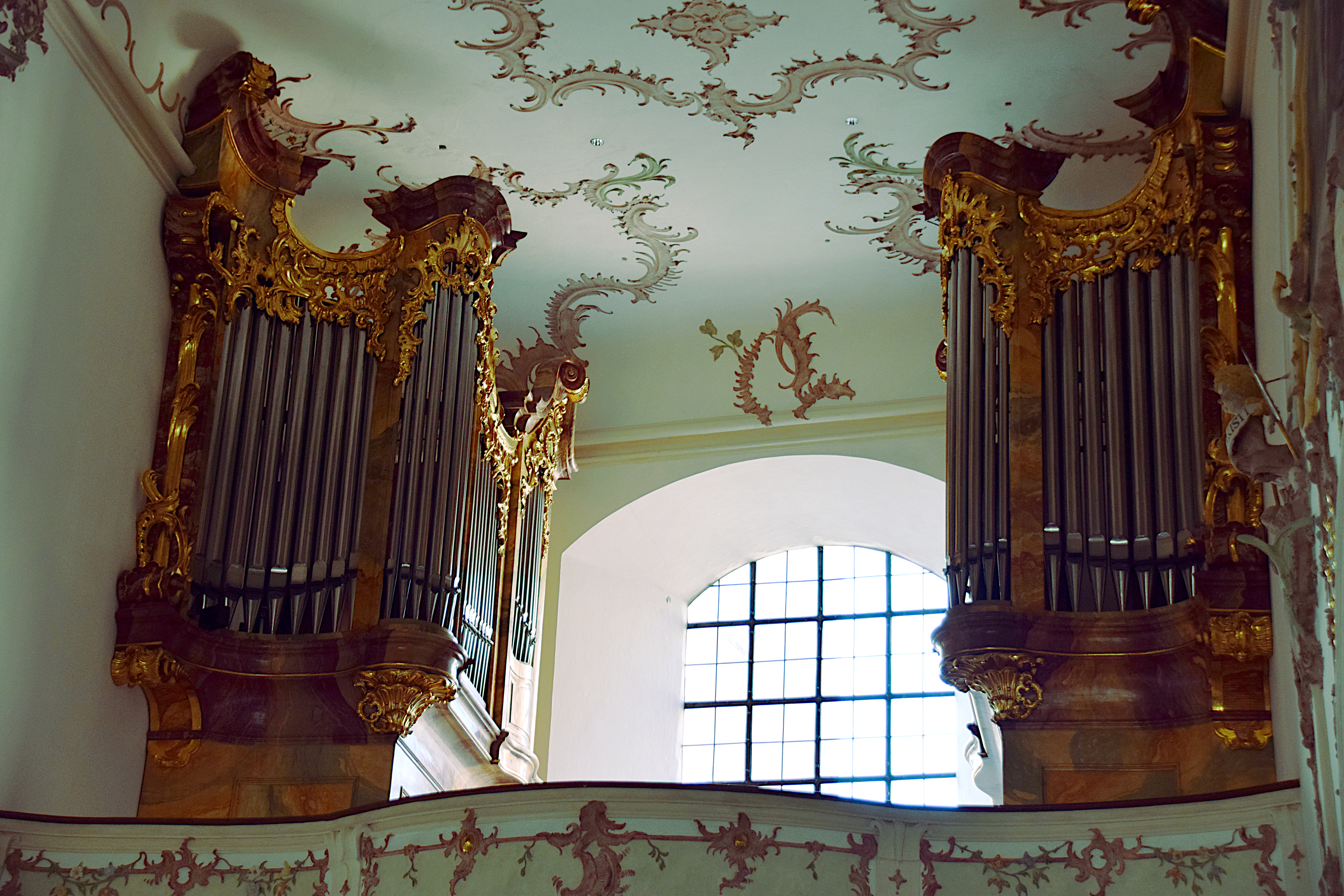
Orgel

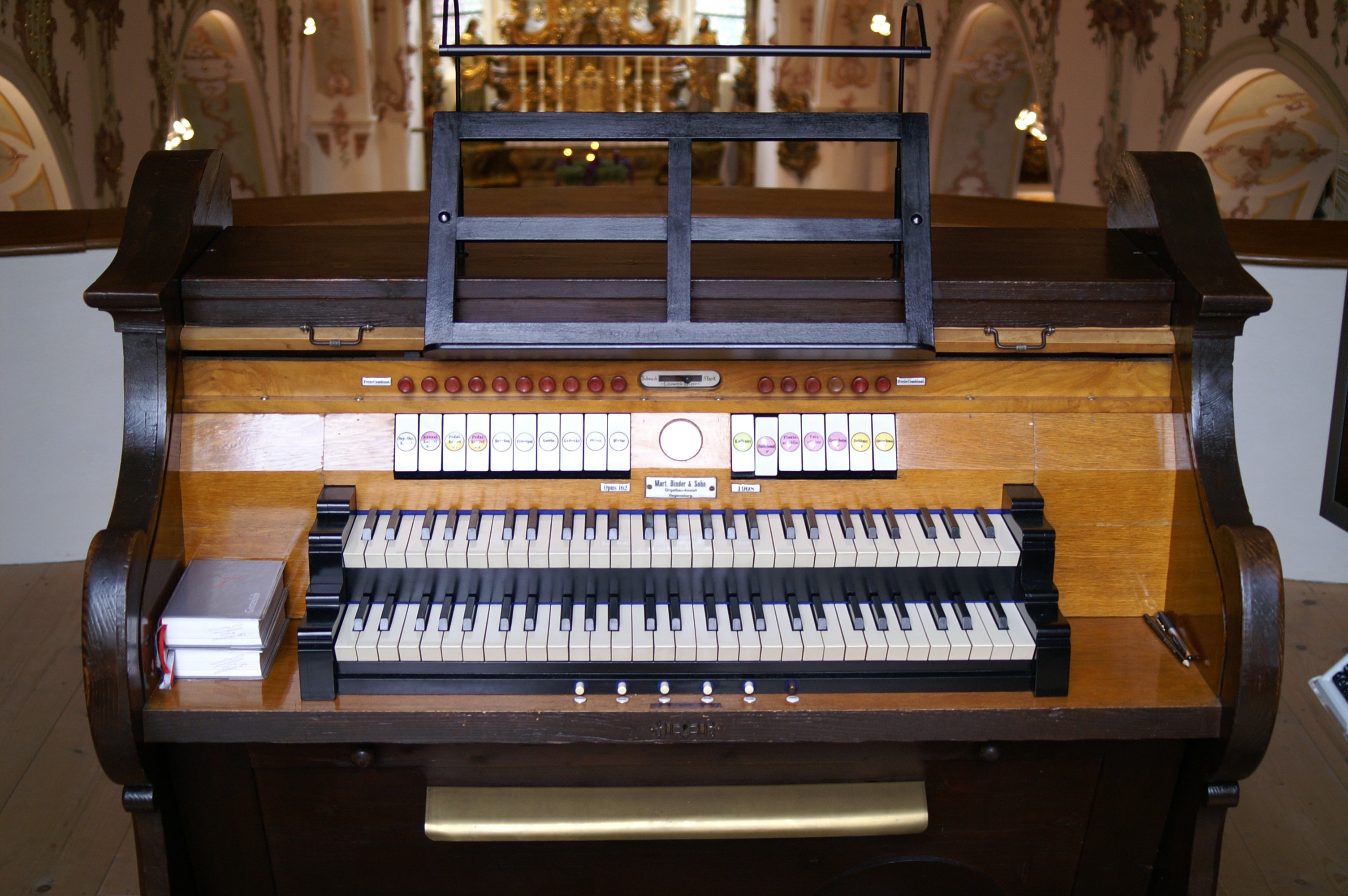
Spieltisch der Orgel

1887 war eine Orgel bereits vorhanden. Das zwölfregistrige Instrument stammte ursprünglich aus St. Josef und verdeckte aufgrund seiner Größe das Westfenster wohl vollkommen. Dieses Instrument wurde am 1. März 1908 schenkungsweise für die neue Kirche St. Josef in Reinhausen überlassen und dorthin transferiert.
Die heute erhaltene Orgel stammt aus dem Jahr 1914 und wurde als Opus 315 von Willibald Siemann erbaut. Das Gehäuse wurde in der Vergangenheit als historisch eingeschätzt und auf unbekannte Herkunft aus dem Jahr 1754 datiert. Nach den neuesten Forschungen gilt es als einzige Hinzufügung der Neuzeit und wird somit als Arbeit im neobarocken Stil um 1914 eingestuft. Die Orgel selbst umfasst 12 Register auf zwei Manualen und Pedal und verfügt über pneumatische Bälgchenladen anstelle der firmenüblichen Kegelladen. Die Orgel wurde in der Vergangenheit verhältnismäßig wenig gespielt und verändert. Sie stellt daher die am originalsten erhaltene Siemann-Orgel in Regensburg dar und weist zudem ungewöhnliche bauliche Besonderheiten auf. Sie steht noch auf dem originalen tiefen Stimmton. Die Prospektpfeifen entgingen der Ablieferung, da diese durchgehend an der Vorderseite aus Zinn und an der Rückseite aus Zink gefertigt sind.
Nach einer behutsamen Restaurierung im Rahmen der Gesamtsanierung durch Orgelbaumeister Drewes Chlup aus Regensburg, bei der sie ein neues Gebläsepaar erhielt, präsentiert sie sich in einem ausgezeichneten Zustand. Das Instrument besitzt folgende, von Peter Griesbacher erstellte Disposition:
| I Hauptwerk C–g3 |           |       |
| 1.               | Bordun    | 16′   |
| 2.               | Principal | 8′    |
| 3.               | Gedeckt   | 8′    |
| 4.               | Gamba     | 8′    |
| 5.               | Octav     | 4′    |
| 6.               | Mixtur    | 2 ⁄3′ |

| II Schwellwerk C–g3 |                |    |
| 7.                  | Flauto amabile | 8′ |
| 8.                  | Salicional     | 8′ |
| 9.                  | Vox célestis   | 8′ |
| 10.                 | Gemshorn       | 4′ |

| Pedal C–d1 |           |     |
| 11.        | Subbass   | 16′ |
| 12.        | Oktavbass | 8′  |

- Koppeln: I/I, II/I, I/P, II/P
- Nebenregister: Kalkantenklingel
- Spielhilfen: 1 freie Kombination, Schwelltritt, Feste Kombinationen P, mF, F, Tutti; Windzeiger, Schwellwerksanzeiger
- Stimmton: 427 Hz bei 15°

### Glocken
In dem zierlichen Dachreiter sind in einem hölzernen Bockstrebenstuhl zwei Glocken aufgehängt, die zu den ältesten im Bistum Regensburg zählen. Außerdem handelt es sich um die ältesten Glocken in der Stadt Regensburg, die regelmäßig geläutet werden. Die tontiefere Glocke (Schlagton d3) wurde Mitte des 13. Jahrhunderts gegossen und wiegt rund 160 Kilogramm. Diese hing früher im Haus an der Heuport sowie im Dachreiter der Stiftskirche zur Alten Kapelle und kam dann erst in die Kassianskirche. Die zweite Glocke (Schlagton es3) wurde ebenfalls im 13. Jahrhundert gegossen und bringt etwa 120 Kilogramm auf die Waage. Möglicherweise war diese Glocke seit ihrer Fertigung im ausgehenden 13. Jahrhundert stets in St. Kassian untergebracht. Während der Renovierungsarbeiten in den Jahren 2007 bis 2015 wurden auch die beiden historischen Glocken instand gesetzt. Nach der Bearbeitung im Glockenschweißwerk Lachenmeyer in Nördlingen wurden sie durch die Regensburger Firma Turmuhren Nidermayer wieder eingebaut und erhielten dabei einen Linearantrieb, der von Mikroprozessoren gesteuert wird.